# KFC
Kentucky Fried Chicken (с англ. — «Жареная курица из Кентукки»), аббрев. KFC («Кей-эф-си») — международная сеть ресторанов общественного питания, специализирующаяся на блюдах из курятины. Штаб-квартира компании располагается в городе Луисвилле, Кентукки. KFC — вторая по торговому обороту сеть кафе в мире, уступающая лишь компании McDonald's. По состоянию на 2024 год под брендом KFC работали 32 тысячи торговых точек в 150 странах мира; почти все точки (99 %) работают по договору франчайзинга. KFC является дочерней компанией корпорации Yum! Brands, также владеющей торговыми сетями Pizza Hut, Taco Bell и Habit Burger & Grill.
Компания KFC была основана предпринимателем Харландом Сандерсом, начавшим продавать блюда из жареной курицы во времена Великой депрессии. Обнаружив у предприятия франчайзинговый потенциал, Сандерс начал продавать лицензионные права в других штатах: первое кафе за пределами Кентукки открылось в 1952 году в Юте. Усилиями компании блюда из курицы стали неотъемлемым элементом кухни быстрого питания, составив конкуренцию гамбургеру — главному символу фастфуда. Сам же Сандерс, более известный как «полковник», стал важной фигурой американской культурной жизни. Его изображение по-прежнему широко используется в рекламных кампаниях KFC. Вместе с тем быстрое развитие бизнеса вынудило Сандерса продать компанию в 1964 году; права на бренд перешли к группе инвесторов во главе с Джоном Я. Брауном-младшим и Джеком К. Мэсси.
Компания стала одним из первых игроков индустрии быстрого питания, сумевшим выйти на международный уровень. К середине 1960-х годов кафе KFC открылись в Соединённом Королевстве, Мексике и на Ямайке. На протяжении следующих двух десятилетий компания несколько раз меняла владельцев. Часть из них обладала нулевым или недостаточным опытом в индустрии, что отрицательно сказывалось на успехах предприятия в США. В начале 1970-х годов владельцем бизнеса стал дистрибьютор спиртных напитков Heublein, который, в свою очередь, был приобретён табачно-пищевым конгломератом R.J. Reynolds Tobacco. Наконец, конгломерат продал KFC пищевой компании PepsiCo. С другой стороны, зарубежная сеть кафе продолжала развиваться. Так, в 1987 году компания первой среди западных конкурентов открыла кафе в КНР. В настоящее время китайское подразделение KFC является крупнейшей секцией компании. В 1997 году ресторанные сети PepsiCo были выделены в корпорацию Tricon Global Restaurants, впоследствии переименованную в Yum! Brands.
Оригинальный продукт KFC — обжаренные кусочки курицы в панировке, состоящей из одиннадцати трав и специй. Компоненты этой смеси, разработанной лично Сандерсом, составляют коммерческую тайну. Крупные порции данного блюда подаются в фирменном картонном ведёрке — баскете, придуманном первым концессионером KFC Питом Харманом в 1957 году. С начала 1990-х годов меню кафе пополнили бургеры из куриного филе, сэндвич-рапы, салаты, картофель фри и безалкогольные напитки, произведённые, как правило, PepsiCo. Компания использует слоган It’s finger lickin' good (так вкусно, что пальчики оближешь), который был заменён на Nobody does chicken like KFC (Никто не готовит курицу так, как KFC), а потом So good (Очень вкусно). Потом слоган поменяли обратно на первый.

## История

### Начало деятельности

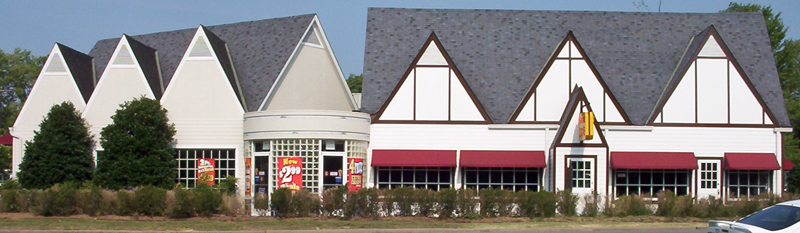
Кафе и музей Харланда Сандерса

Харланд Сандерс родился в 1890 году и вырос на ферме близ Генривилла, штат Индиана. В возрасте пяти лет он потерял отца, после чего мать Сандерса стала работать на консервной фабрике. Будучи старшим сыном, Харланд присматривал за двумя младшими детьми. Когда Харланду исполнилось семь, мать начала учить его приготовлению пищи. В тринадцать Сандерс покинул отчий дом и стал зарабатывать на жизнь самостоятельно. Он сменил несколько профессий, работая то с большим, то с меньшим успехом. В 1930 году он получил во владение автозаправочную станцию фирмы Shell на 25-м шоссе США. Станция располагалась неподалёку от городка Норт-Корбин, штат Кентукки, основанном на краю Аппалачей. К июню того же года он переделал кладовую станции в маленькую столовую, поставив в неё собственный обеденный стол. Сандерс предлагал проезжавшим автомобилистам стейки и деревенскую ветчину.
В 1934 году Сандерс приобрёл ещё одну автозаправку, большего размера. Она располагалась на другой стороне дороги, и здесь удалось организовать столовую на шесть столиков. Именно тогда предприниматель начал продавать блюда из жареной курицы. Желая повысить квалификацию, Сандерс прослушал восьминедельный курс управления рестораном в Школе гостиничного хозяйства (англ. School of Hotel Administration) Корнеллского университета. К 1936 году его предприятие стало достаточно успешным для того, чтобы Сандерс мог получить почётное звание полковника Кентукки от губернатора Руби Лаффуна. В 1937 году Сандерс расширил ресторан до 142 мест, а в 1940 году приобрёл придорожный мотель, получивший название «Двор и кафе Сандерса» (англ. Sanders Court & Café).
Приготовление блюда на железной сковороде занимало у Сандерса 35 минут. Он намеревался сократить продолжительность процедуры, однако готовить курицу во фритюре он не хотел, считая, что он делает блюдо сухим, твёрдым и неравномерно прожаренным. С другой стороны, когда он готовил порции заранее, ему не всегда удавалось продать их все. В 1939 году на рынке впервые появились скороварки, в первую очередь предназначавшиеся для приготовления овощей. Приобретя скороварку, Сандерс приспособил её для жарки под давлением и начал использовать в своём кафе. Новый метод сокращал продолжительность приготовления до уровня фритюрной жарки, при этом, по мнению Сандерса, он сохранял кулинарные преимущества старого способа. В июле 1940 года Сандерс создал финальный рецепт своей знаменитой смеси из 11 трав и специй. Он никогда не раскрывал его полностью, однако упоминал об использовании соли и перца. Сандерс заявлял, что все остальные ингредиенты «стоят на полке у каждого».
В 1950 году губернатор Лоуренс Уэтерби вновь присудил Сандерсу звание полковника Кентукки, после чего предприниматель начал создавать подходящий статусу имидж. Он отрастил эспаньолку, стал выходить в свет в сюртуке, который впоследствии заменил на белый костюм, носить галстук-боло и представляться как «Полковник». Согласно биографу Джошу Озерски, компаньоны Сандерса «сначала отнеслись к переменам шутливо, а затем стали воспринимать всерьёз».

### Открытие кафе в других штатах

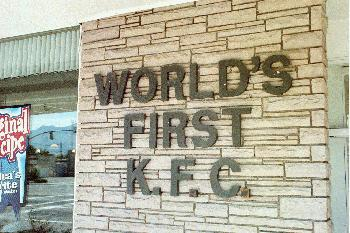
Первое кафе KFC, созданное по франшизе, Солт-Лейк-Сити

Кафе Сандерса обслуживало, по большей части, автомобилистов. В 1955 году был опубликован план новой автомагистрали I-75, и выяснилось, что она будет пущена в объезд города Корбина. Это означало, что бизнес Сандерса на прежнем месте не имеет перспектив. Сандерс продал недвижимость и стал объезжать города США, пытаясь продать свой рецепт рестораторам. В обмен на «секретную смесь», рецепт, способ приготовления и возможность использовать рекламные имидж и имя Сандерса некоторые владельцы независимых заведений соглашались платить по пять центов с каждого проданного цыплёнка. Ещё в 1952 году Сандерс успешно продал франшизу Питу Харману из Солт-Лейк-Сити, штат Юта — Харман был управляющим одного из крупнейших ресторанов в городе. Автором бренда Kentucky Fried Chicken стал художник-оформитель Дон Андерсон, нанятый Харманом. Сандерс принял название для того, чтобы отличать свой продукт от обжаренного во фритюре «Южного цыплёнка», представленного в других ресторанах.
Харман утверждал, что в первый год продажи нового блюда его оборот увеличился более чем в три раза, при этом 75 % прироста приходилось именно на цыплёнка Сандерса. Жители Юты считали продукт из Кентукки экзотическим и видели в нём некое проявление гостеприимства, характерного для южных штатов. Так как успех KFC во многом зависел от качества работы первых концессионеров, биограф Сандерса назвал Хармана «виртуальным сооснователем» сети. Харман официально зарегистрировал слоган It’s finger lickin' good, впоследствии распространённый на все рестораны сети. В 1957 году именно Харман стал автором концепции «полноценного обеда в ведёрке»: он предлагал 14 кусочков курицы, пять булочек и пинту соуса за 3,50 долларов (25,50 долларов в ценах 2014 года). Первые пятьсот ведёрок Харман получил от коллеги-концессионера из Денвера. Последний купил их у торговца и, не зная, что с ними делать, обратился к Сандерсу. Сандерс же связался с Харманом и в качестве одолжения попросил его воспользоваться упаковкой.
Бизнесмен Дэйв Томас, являвшийся концессионером KFC с середины 1950-х, решил установить рядом с кафе знак с вращающимся ведёрком. Впоследствии этот символ стал использоваться во многих других ресторанах сети. Томас утверждал, что цыплёнок Сандерса стал «сенсацией» с первого же дня продаж; покупатели формировали очереди перед дверью кафе. Томас был одним из ранних сторонников продажи цыплёнка «на вынос», которую впервые ввёл Харман. Кроме того, система бухгалтерии Томаса была распространена Сандерсом по всем кафе KFC. В 1968 году Томас продал свои акции KFC за 1 млн долларов (около 7 млн долларов в ценах 2014 года), после чего стал региональным менеджером компании к востоку от реки Миссисипи. В 1969 году он основал собственную сеть ресторанов — Wendy's.
В 1960 году Сандерс перевёл штаб-квартиру компании в Шелбивилль, штат Кентукки. Это позволило ему упростить операции по отправке специй, скороварок, картонных упаковок и рекламных материалов.

### Продажа сети Сандерсом
KFC удалось повысить популярность куриных блюд в фаст-фуде, которые отныне составляли конкуренцию гамбургеру. В 1960 году под брендом KFC действовали около двухсот ресторанов; в 1963 году их было уже около шестисот, и компания стала лидером США по количеству точек сбыта. В том же году Сандерс провёл деловую встречу с Джоном Я. Брауном-мл., сыном своего адвоката. Браун заявил Сандерсу о своём желании присоединиться к бизнесу, обладавшему серьёзной репутацией в штате. По мнению Брауна, тогда Сандерс уже потерял интерес к KFC как к бизнесу. Сандерс же отмечал молодой возраст Брауна, его энтузиазм и проницательность. Вместе с тем и Браун, и концессионер KFC Дэйв Томас утверждали, что Сандерс «не был хорошим бизнесменом»
Браун убедил финансиста Джека К. Мэсси оплатить 60 % сделки, внеся также существенный личный вклад; небольшие суммы внесли также концессионер Пит Харман и менеджеры компании Ли Каммингс и Харлан Адамс. Сандерс тем временем стал колебаться относительно продажи бизнеса, поскольку члены его семьи выступали против сделки. Мэсси же, зная о вере Сандерса в астрологические прогнозы, дождался особенно удачного для полковника гороскопа, после чего назвал ему свою цену. Получив от Мэсси письменное предложение и увидев обозначенную сумму, Сандерс немедленно ознакомился с гороскопом и согласился на продажу. Так в 1964 году группа инвесторов приобрела компанию Сандерса за 2 млн долларов (15,4 млн долларов в ценах 2014 года). Договор предполагал выплату Сандерсу пожизненной пенсии, а также закреплял за бывшим владельцем функции по контролю качества и роль «живого товарного знака». Харман считал, что сохранение преемственности в управлении фирмой предотвратит разногласия между концессионерами и родственниками Сандерса.

### Быстрый рост в США

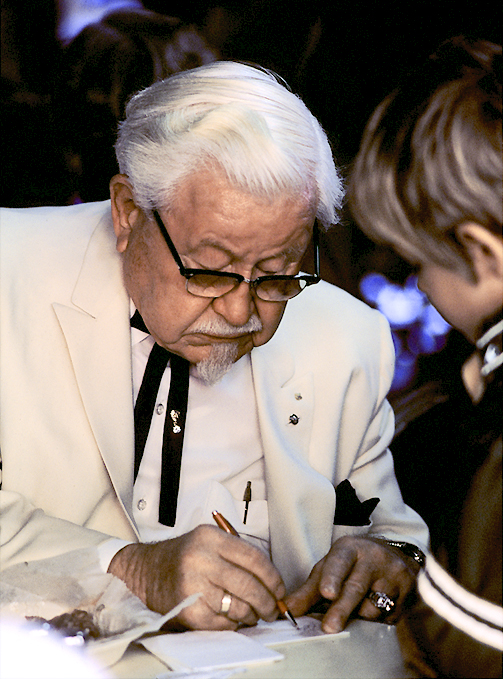
Харланд Сандерс в образе «Полковника» ок. 1974 года

Мэсси и Браун стандартизировали операции ранее неоднородного предприятия. Посетив офис Пита Хармана в Юте, они начали внедрять созданную им модель обслуживания «на вынос» по всей сети. Согласно новым правилам, концессионеры должны были убрать из меню собственные продукты, оставив лишь фирменные блюда KFC. Рестораны получили новое оформление, основой которого стали красно-белые полосатые поверхности и мансарда с главами. Рост компании ускорился, так как продажа исключительно куриных блюд KFC интересовала потенциальных концессионеров больше.
Сандерс не одобрял некоторые решения нового руководства, и был разъярён, когда Мэсси ради удобства перенёс штаб-квартиру KFC в Нашвилл, штат Теннесси. Сандерс прокомментировал произошедшее так: «Это не чёртов „Жареный цыплёнок из Теннесси“, что бы там ни говорил скользкий сукин сын в шёлковом костюме». Также Сандерс был недоволен изменением франчайзинговой политики компании: руководство ввело для концессионеров взнос в размере 4000 долларов и стало взимать с партнёров процент от общей суммы продаж; ранее владельцы франшиз должны были отчислять центральному офису 5 центов с каждого проданного цыплёнка. Кроме того, Сандерс считал, что компания отказалась от контрактных обязательств, начав операции в Канаде; он думал, что заключённый с KFC договор даёт ему исключительные права на деятельность в этой стране. Он ошеломил новое руководство, сообщив о своём недовольстве изданию The Washington Post: «Мне не нравятся некоторые вещи, которые Джон Я. совершил по отношению ко мне. Пусть записи скажут сами за себя. Он переубедил меня уходить». Браун же утверждал, что сделал структуру управления более эффективной и обращался со всё более негодовавшим Сандерсом тактично и терпеливо.
Компания была вынуждена вновь вести переговоры со своим основателем, так как Сандерс обладал акциями на сумму 1,5 млн долларов, что не позволяло Мэсси разместить долевые бумаги KFC на бирже. По версии Брауна и Мэсси, Сандерс имел право лишь на приготовление цыплёнка в Канаде. После того, как контракт был перезаключён и Сандерс добился исключительных прав на работу в Канаде, он продал свои акции бизнесменам. Акции компании появились на бирже в 1966 году. После этого руководство выкупило 600 концессионных кафе KFC и стало управлять ими напрямую. В том же году Мэсси отстранился от повседневного управления компанией, хотя и сохранил за собой должность председателя. Тогда Браун объявил о переносе штаб-квартиры в Луисвилл, штат Кентукки.
К 1967 году сеть стала шестым игроком отрасли в США по объёму продаж, причём 30 % из них приходилось на покупки «на вынос». Браун считал, что предприятие обязано расти быстро — в противном случае конкуренты, в частности, Church's Chicken, перехватили бы лидерство. В 1968 году под брендом KFC открылись 863 торговые точки. Стремительное развитие способствовало подорожанию акций компании; их общая стоимость, по словам Reuters, находилась на «уровне стратосферы». В 1969 году акции сети были внесены в списки Нью-Йоркской фондовой биржи. Тем временем руководство KFC создавало совместные предприятия с другими компаниями. В 1969 году Браун открыл сеть кафе Kentucky Roast Beef («Ростбиф из Кентукки») и сеть мотелей Colonel Sanders Inns («Гостиницы Полковника Сандерса»). Браун был убеждён в том, что имя Полковника может использоваться для продвижения любых услуг, однако ни одна из компаний не принесла существенной прибыли. В том же году было создано совместное предприятие KFC и калифорнийской ресторанной сети H. Salt Esquire, предлагавшей посетителям рыбу и чипсы. Данный союз оказался более успешным, но тем не менее был продан в 1980 году.
В марте 1970 года Мэсси покинул свой пост, и его кресло теперь уже формально занял Браун. Тогда сеть KFC уже насчитывала 3 тысячи торговых точек в 48 странах мира, при этом быстрый рост отрицательно сказывался на качестве новых кафе. Региональный менеджер Дэйв Томас говорил, что повестка компании стала чрезмерно обобщённой, а также обвинял Брауна в недостатке навыков мотивации. Один из крупных управленцев компании описывал её международную стратегию как «бросание грязи на стену с картой в надежде, что что-то прилипнет». Первое кафе KFC в Японии открылось спустя всего две недели подготовительных работ. В результате точка стала весьма убыточной: компания потеряла 400 тыс. долларов за первый месяц продаж, при этом курицы было продано меньше, чем израсходовано. Операционные проблемы стали очевидными в июле 1971 года, когда компания впервые объявила об убыточном полугодии.

### Heublein, разногласия с Сандерсом и R. J. Reynolds

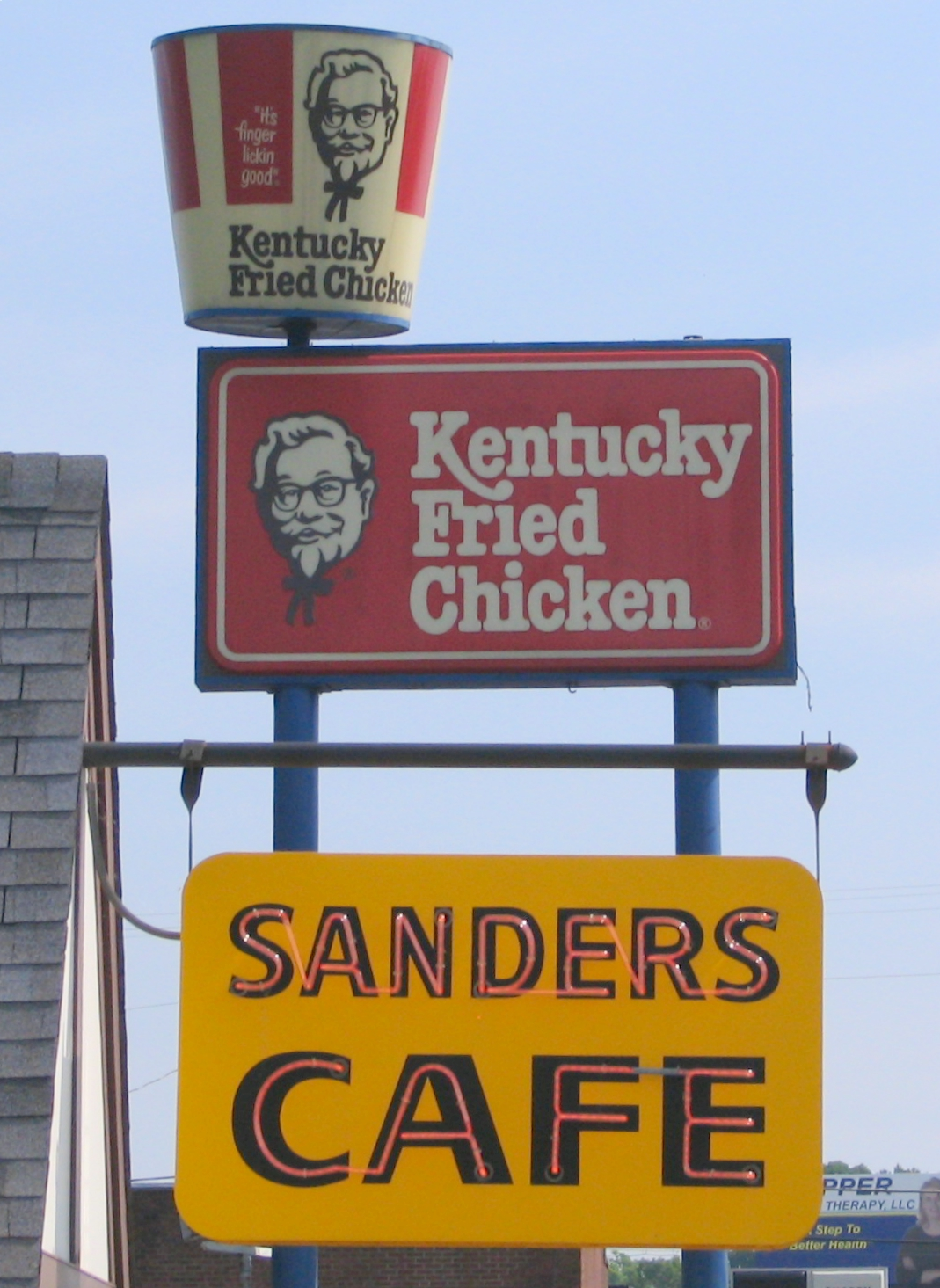
На знаке представлен логотип KFC, использовавшийся в 1978—1991 годах

Бизнес, ставший когда-то слишком крупным для Сандерса, в итоге стал неуправляемым и для Брауна. В июле 1971 года он продал KFC корпорации Heublein из Коннектикута, занимавшейся продажей упакованных продуктов. Стоимость сделки составила 285 млн долларов (1,6 млрд долларов в ценах 2014 года), личное состояние Брауна увеличилось на 35 млн долларов. По мнению экспертов Reuters, продажа, по всей вероятности, спасла компанию от катастрофы. Руководители Heublein планировали увеличить объём продаж KFC благодаря своему маркетинговому опыту.
Тем временем доля рынка KFC стала постепенно уменьшаться из-за усиления конкурирующей сети Church's Chicken, предлагавшей потребителю продукт «Crispy Chicken» («Хрустящий цыплёнок»). Ответ последовал в 1972 году, когда в меню KFC появилась позиция «Extra Crispy Chicken» («Очень хрустящий цыплёнок»). В 1973 году ассортимент блюд KFC расширился благодаря появлению рёбрышек барбекю; новое блюдо продавалось достаточно хорошо, однако вызвало «ужасные» организационные проблемы. Кафе стали испытывать недостаток свинины, в результате чего менеджеры подняли цены слишком высоко. Желая вернуть потребителей, руководство отказалось от продукта, заметив при этом, что продажи цыплёнка стали снижаться. Сандерс в то время всё больше жалел о продаже своего детища, и в конечном счёте его отношения с новыми владельцами испортились. Он вновь обратился к средствам массовой информации, на этот раз критикуя качество блюд:

Господи, этот соус ужасен. Они покупают тысячу галлонов воды из-под крана за 15 или 20 центов и смешивают её с мукой и крахмалом, получая в итоге чистый обойный клей… И ещё кое-что. Этот новый хрустящий рецепт есть не что иное, как чёртов жареный шарик из теста, прилипший к цыплёнку.

Один из франчайзи KFC, управлявший кафе в Боулинг-Грин, штат Кентукки, решил подать на Сандерса в суд за клевету. В 1973 году представители Heublein пытались подать другой иск против Сандерса, открывшего кафе «Ресторанный дом Клаудии Сандерс, Дамы Полковника» (англ. Claudia Sanders, the Colonel's Lady Dinner House) в Шелбивилле. Сандерс же попытался отсудить у Heublein 122 млн долларов (658 млн долларов в ценах 2014 года): он требовал компенсацию за неуместное использование его образа в продвижении новых, не имевших к нему отношения блюд, а также за препятствование его независимой франчайзинговой деятельности. Представители Heublein охарактеризовали претензии Сандерса как «помеху». В 1975 году стороны преодолели разногласия во внесудебном порядке; Сандерс получил 1 млн долларов (4,5 млн долларов в ценах 2014 года), право на продолжение деятельности «Ресторанного дома Клаудии Сандерс», после чего вновь принял роль посла доброй воли.
Чрезмерная уверенность в своих возможностях привела к провалу KFC на некоторых зарубежных рынках, в частности, в Гонконге. Компания отказалась от деятельности в данном регионе в 1975 году, спустя два года после открытия первого кафе. Несмотря на прекращение юридических атак, Сандерс продолжил критиковать Heublein на информационном поле. В 1976 году он заявил, что компания «не ведает, что творит», а сочетание его имиджа со столь некачественным продуктом назвал «явно обременяющим». Выход компании из кризиса во многом связан с именем Майкла Майлза, протеже Heublein, управлявшего KFC с 1977 года. Благодаря его стратегии возвращения к истокам компания примирилась с Сандерсом, которого допустили к управлению на правах советника. Майлз разработал масштабную программу ремонта кафе, к тому времени уже устаревших и непривлекательных. С конца 1970-х годов британские и австралийские торговые точки KFC стали реконструироваться в кафе с местами для посетителей. В 1980 году Сандерс скончался от пневмонии. За последний год жизни он проехал 300—400 тысяч километров, занимаясь презентацией своих продуктов. Образ «Полковника Сандерса» сделал его частью американской культуры, и его изображение по-прежнему используется в рекламных акциях KFC. На момент его кончины компания располагала 6 тысячами торговых точек в 48 странах мира, а годовая сумма продаж оценивалась в 2 млрд долларов.
В 1970-х и 1980-х компания развивала свои сети за рубежом, в частности, в Японии, Австралии и Великобритании. В 1983 году, после того, как General Cinema Corporation приобрела 18 % акций KFC, руководство Heublein стало опасаться агрессивного поглощения бизнеса, и обратилось к табачной фирме R. J. Reynolds с просьбой о приобретении ресторанной сети. Производитель табачной продукции выступил в роли белого рыцаря и купил KFC за 1,3 млрд долларов. В том же году Майлз покинул свой пост, перейдя на должность генерального директора в Kraft Foods. Новым главой KFC стал Ричард Майер. Компания вступила в прямую конкуренцию с McDonald's в 1983 году: именно тогда в меню последней появились куриные наггетсы Chicken McNuggets. В 1985 году в меню KFC появился аналогичный продукт — «Kentucky Nuggets». Годом ранее R. J. Reynolds выделила 168 млн долларов на расширение капитала KFC.

### Приобретение компанией PepsiCo

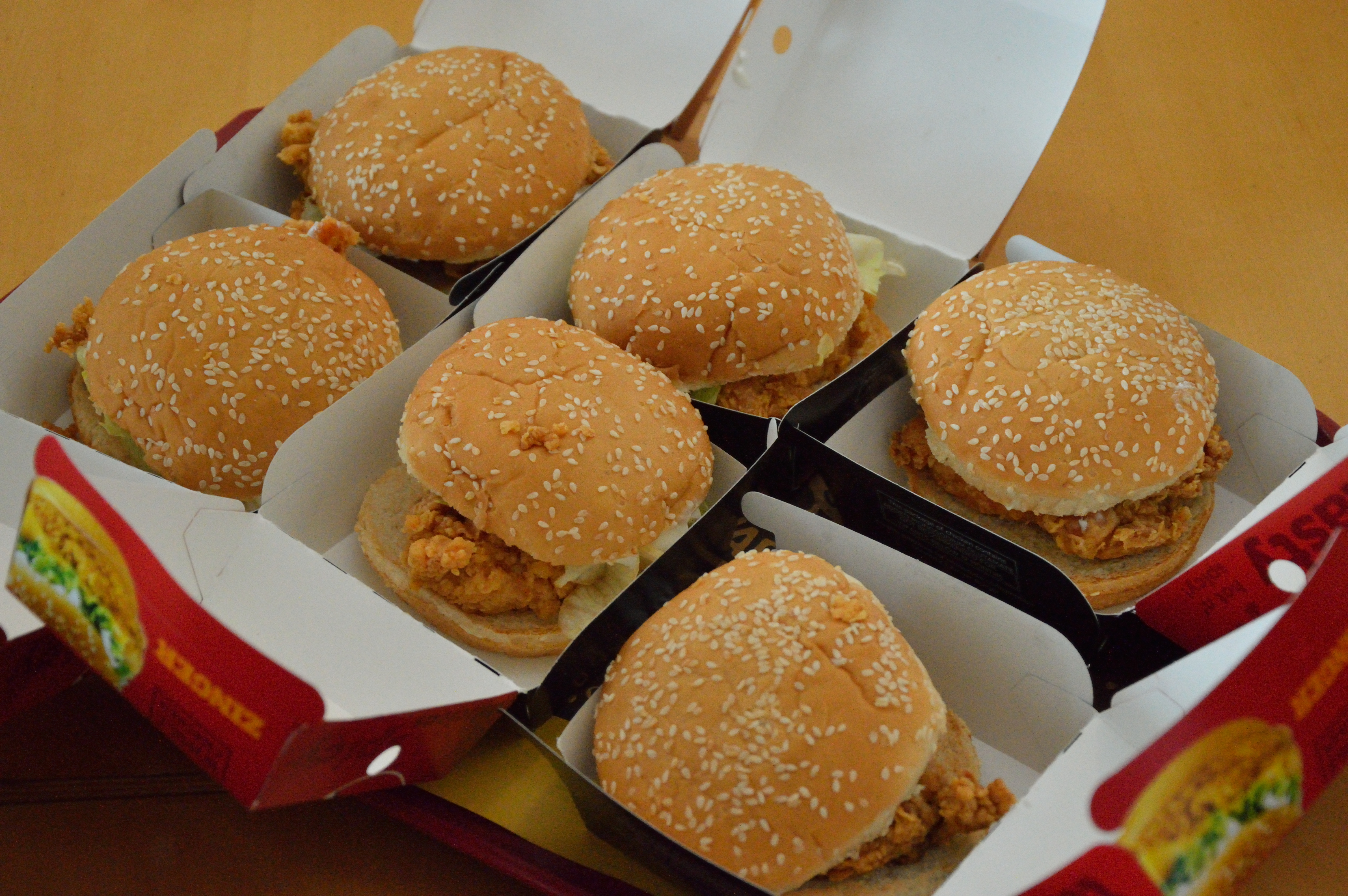
Бургер с мясом цыплёнка «Зингер» в Индии

В июле 1986 года R. J. Reynolds продала KFC компании PepsiCo за балансовую стоимость сети — 850 млн долларов (около 1,8 млрд долларов в ценах 2013 года). В тот период PepsiCo действовала на рынке безалкогольных напитков и снэков, а также обладала ресторанными сетями Pizza Hut и Taco Bell. R. J. Reynolds совершила данную сделку ради выплаты долга, возникшего в результате приобретения Nabisco, производителя печенья и снэков. Кроме того, менеджеры R. J. Reynolds стремились сократить спектр деятельности фирмы: теперь компания производила только табачные изделия и упакованные пищевые продукты. Ожидалось, что PepsiCo привнесёт в работу KFC свой мерчандайзинговый опыт. Колумнист Дэн Коппел из Adweek считал, что KFC страдает от пренебрежительного отношения руководства, ограниченного меню и неоднозначной маркетинговой стратегии. По мнению Нэнси Гигс, представлявшей издание Advertising Age, R. J. Reynolds удалось «остроумно возродить» сеть. Майер же думал, что прежние владельцы KFC относились к этому бизнесу лишь как к «хобби».
Аналитики утверждали, что приобретение сети KFC компанией PepsiCo направлено в первую очередь на увеличение продаж напитков. До совершения сделки главный напиток компании продавали всего в 1000 из 6500 торговых точек KFC. Глава PepsiCo Д. Уэйн Кэллоуэй, тем не менее, отрицал первичность маркетинга напитков в приобретении ресторанной сети. PepsiCo немедленно стала поставлять свою продукцию в 1650 принадлежавших ей точек. Ранее руководители KFC давали своим франчайзи свободу в выборе поставщика напитков, однако новый менеджмент объявил о намерении добиться лояльности франчайзинговых партнёров. Так или иначе, покупка KFC нанесла удар по основному бизнесу PepsiCo: некоторые сети быстрого питания стали отказываться от их напитков в пользу продукции фирмы The Coca-Cola Company. Одной из первых подобный шаг совершила сеть Wendy's, и её глава Роберт Барни сообщил: «Несколько месяцев назад Pepsi приобрела другую ресторанную сеть. Их интересы теперь противоречат интересам Wendy’s, и мы не будем поддерживать компанию, которая пытается сделать наших посетителей своими посетителями». В 1990 году аналогичное действие совершила сеть Burger King, отмечая рост PepsiCo как конкурента в качестве «существенного фактора» решения.
К июлю 1987 года Chicken Little («Маленький цыплёнок»), сэндвич-слайдер, сделанный из тёмного мяса, появился в кафе KFC, расположенных на территории США. Новый продукт должен был стать конкурентным преимуществом сети на рынке полуденного питания. Сообщалось, что, несмотря на масштабную рекламную кампанию, стоившую фирме 31 млн долларов, новинка продавалась плохо. В ноябре 1987 года KFC стала первой западной ресторанной сетью, открывшей кафе в КНР, а именно в Пекине. В первом финансовом квартале 1989 года продажи KFC выросли на 30 % и достигли 280 млн долларов. В июле того же года президент и генеральный директор Мейер покинул компанию и, как и его предшественник, стал главой Kraft Foods. На вакантную должность был назначен Джон Крэйнор III.

### Международный рост и концессионные разногласия
В августе 1989 года Крэйнор предложил поправки к действовавшему с 1976 года договору с концессионерами из США. Согласно новой версии, PepsiCo могла выкупить слабые франшизы, уже действующие кафе не будут защищаться от конкуренции со стороны новых точек, и материнская компания будет иметь право повышать отчисления в центральную организацию. Концессионеры отреагировали отрицательно, выставив судебный иск, и проблема оставалась нерешённой до 1996 года. PepsiCo обвиняли во властном отношении к партнёрам, которые, по мнению корпорации, сдерживали рост KFC; франчайзи, напротив, считали себя тем стержнем, который сохранял сеть в годы безразличного руководства различных корпоративных владельцев.
Крэйнор потратил 42 млн долларов на реструктуризацию международной сети KFC. Он также инвестировал 50 млн долларов в ремонт кафе и 20 млн долларов в новую компьютерную систему, соединявшую кассовый стенд кафе с кухней, окном для выдачи заказов, офисом менеджера и штаб-квартирой компании. При Крэйноре торговые точки KFC появились в некоторых нестандартных местах, например, на сборочном заводе автомобильного концерна General Motors в Дейтоне, штат Огайо: на 150 квадратных футах кафе-киоска рабочие и служащие могли приобрести семь блюд KFC. В 1986—1991 годах компания открыла 2 тысячи новых точек, увеличив общее их количество до 8,5 тысяч. Продажи KFC выросли с 3,5 млрд долларов до 6,2 млрд долларов. Сети приходилось конкурировать с набиравшей популярность курицей гриль: она соответствовала предпочтениям всё сильнее заботящихся о своём здоровье американцев. Главными конкурентами KFC на этом поприще стали сеть El Pollo Loco и Burger King, предложившая потребителям куриный гриль-бургер BK Broiler. Задержки в разработке нового продукта, теснота кухонь и продолжавшиеся споры с концессионерами не позволили компании из Кентукки представить собственный аналог продукта. Ещё большее напряжение в отношениях с франчайзинговыми партнёрами возникло в августе 1990 года, когда PepsiCo озвучила планы по созданию службы доставки, не предупредив об этом концессионеров. Проект должен был быть запущен в январе 1991 года во всех кафе США, то есть в 5 тысячах ресторанов.
В марте 1991 года фирма официально приняла сокращённое название KFC, хотя и была известна под этой аббревиатурой ранее. Ребрендинг компании был проведён на основании консультаций с агентством Schechter Group. Исследования показали, что 80 % потребителей уже ассоциировали данную аббревиатуру с ресторанной сетью. Один из представителей фирмы заявил, что смена названия должна отразить разнообразие меню KFC, в котором были представлены уже не только жареные продукты. Кайл Крэйг, президент KFC в США, признал, что ребрендинг стал попыткой дистанцироваться от негативных коннотаций слова «жареный», противоречащих здоровому образу жизни. В 1994 году Милфорд Прюитт похвалил компанию за «ловкое и своевременное изменение позиционирования» в издании Nation's Restaurant News. С другой стороны, в редакторской колонке Advertising Age от 2005 года утверждалось, что «отклонение сетью почтенного имени — и дистанцирование от слова „жареный“ — было непродуманным и разрушительным. Это сделало известный бренд размытым».
В начале 1990-х годов компания запустила несколько успешных продуктов, в их числе Hot Wings («Острые крылья», 1990), Popcorn Chicken (Куриный попкорн) (1992) и Zinger («Живчик»), острый бургер с филе цыплёнка, запущенный вне США (1993). В 1993 году более 30 % кафе KFC в США стали предлагать посетителям курицу Colonel’s Rotisserie Gold, приготовленную на вертеле. Нововведение не в первый раз стало для компании провальным. Инвестиции в маркетинг и оборудование, стоившие компании 100 млн долларов, были подорваны из-за неисправности печей. Продажа цыплёнка без кожи, ориентированного на заботящихся о здоровье клиентов, также не оправдала себя, поскольку потребителям не понравилась непривычная текстура блюда. В результате накладные расходы KFC существенно увеличились, и по итогам 1991 года операционная прибыль фирмы снизилась на 37 %.
В июне 1991 года KFC впервые представила утреннее меню. Сингапурцы, выступившие первыми потребителями новой продукции, смогли попробовать куриную колбасу, омлет и яичницу; новые блюда продавались под названием «Деревенский завтрак Полковника» (англ. Colonel's Country Breakfast). Сингапур был избран местом эксперимента благодаря высоким темпам роста рынка завтраков.
Пока департамент KFC в США бедствовал, став слабейшим звеном в ресторанном бизнесе PepsiCo, продажи в других странах резко возросли. Особенным успехом продукция KFC пользовалась в Японии. К 1993 году почти половина всех продаж приходилась на зарубежные кафе. Уже к следующему году 22 % продаж KFC осуществлялись в Азиатско-Тихоокеанском регионе. Джон Крэйнор тогда объявил: «Мы видим практически неограниченные возможности роста в Азии». В рассматриваемый период KFC была ведущей западной сетью быстрого питания в Южной Корее, КНР, Таиланде, Малайзии и Индонезии, занимая вторую позицию практически на всех остальных рынках, в том числе в Японии и Сингапуре. Зарубежная деятельность компании процветала несмотря на то, что местное руководство игнорировало или даже пренебрегало указаниями из Кентукки.

### Руководство Дэвида Новака
К 1993 году всемирная сеть кафе KFC насчитывала 9407 торговых точек, в том числе 5149 в США, и более 100 000 сотрудников. В том году компания столкнулась с тяготами конкурентной борьбы: в отличие от таких компаний, как McDonald’s, KFC не успела предложить потребителям продукты низкой стоимости (от 0,99 до 1,49 долларов). В январе 1994 года, после разочаровывающих результатов финансового квартала, Крэйнор покинул компанию. Спасти фирму были призваны двое управленцев, в прошлом успешно занимавшихся маркетингом: Роджер Энрико был назначен генеральным директором KFC, а Дэвид Новак занял позицию президента компании в Северной Америке.
В 1995 году под руководством Новака были разработаны два продукта: кусочки курицы в панировке Crispy Strips («Хрустящие „полоски“») и куриный «пирог-горшок». Эти блюда стали первыми новинками меню KFC за почти двухлетний период. Новак отметил, что появление новых блюд связано с улучшением отношений центрального офиса и франчайзинговых партнёров; если Crispy Strips стали плодом кулинарного творчества франчайзи из Арканзаса, то пирог был создан совместными усилиями концессионеров. В то же время менее востребованные блюда, как, например, кукурузные маффины, перестали продаваться в кафе компании. Энрико удалось смягчить конкуренцию KFC со своими сестринскими компаниями, Taco Bell и Pizza Hut: первая предлагала потребителю блюда из курицы, вторая же нарушала интересы KFC в области маркетинга.
В 1996 году компании удалось урегулировать все разногласия с концессионерами благодаря исключению наиболее спорных контрактных инициатив Крэйнора, которые тот предложил пятью годами ранее. В силу вступил договор 1976 года, который, в частности, предполагал наличие зоны исключительных прав радиусом 1,5 мили вокруг каждой торговой точки. Вместе с тем, центральный офис получил больший контроль над общенациональной рекламной деятельностью. Затем североамериканский департамент KFC, управляемый Новаком, демонстрировал рост на протяжении десяти финансовых кварталов.
Новак отказался от приготовления курицы на вертеле и ввёл новый продукт Tender Roast («Нежное жареное»). В отличие от Colonel’s Rotisserie Gold, продававшейся четвертью, половиной или целой порцией цыплёнка, новое блюдо, также как и жареный цыплёнок, предлагалось к покупке по кусочкам. В 1996 году Новак был назначен президентом и генеральным директором центральной организации KFC.

### Tricon (позже — Yum!)
В августе 1997 года PepsiCo выделила свой неэффективный ресторанный департамент в отдельную компанию стоимостью 4,5 млрд долларов (около 6,5 млрд долларов в ценах 2013 года). В отличие от довольно успешного бизнеса KFC, Pizza Hut и Taco Bell показывали плохие результаты. Один из руководителей PepsiCo признал, что «рестораны не входили в число их талантов». Новая компания, названная Tricon Global Restaurants, получила 30 тысяч торговых точек и годовой объём продаж в размере 10 млрд долларов (около 14 млрд долларов в ценах 2013 года). Таким образом, Tricon становилась второй после McDonald’s крупнейшей компанией отрасли.
В мае 1997 года в британских кафе KFC появился Tower Burger («Тауэр-бургер»), содержавший жареное филе цыплёнка и хашбраун. В июле врап Twister поступил в продажу в большинстве точек KFC на территории США. Данное блюдо стало первым продуктом из курицы, которое подавалось в KFC холодным. Для приготовления Twister использовались остатки курицы, которые в противном случае были бы выброшены. Блюдо не демонстрировало должного успеха в США, и в мае 1998 года компания отказалась от его дальнейшего изготовления. Тем не менее, обновлённая версия продукта стала пользоваться популярностью в Австралии, после чего Twister был выведен и на другие рынки. В новой версии использовалась горячая курица, приготовленная по рецепту Crispy Strip, острый майонез, салат-латук и томаты. К 1998 году большинство концессионеров KFC согласились предлагать в своих меню напитки PepsiCo. В сентябре 1999 года сеть запустила крупную рекламную кампанию, направленную на продвижение новой линейки куриных бургеров, предназначенных для ланча. Стоимость кампании составила 75 млн долларов, и эта сумма стала рекордной за всю историю сети. Если The Triple Crunch, Triple Crunch Zinger и Original Recipe обжаривались в масле, то Tender Roast и Honey BBQ — нет. В ноябре 1999 года в Малайзии открылась первая торговая точка, принимавшая на работу только сотрудников с нарушением слуха.

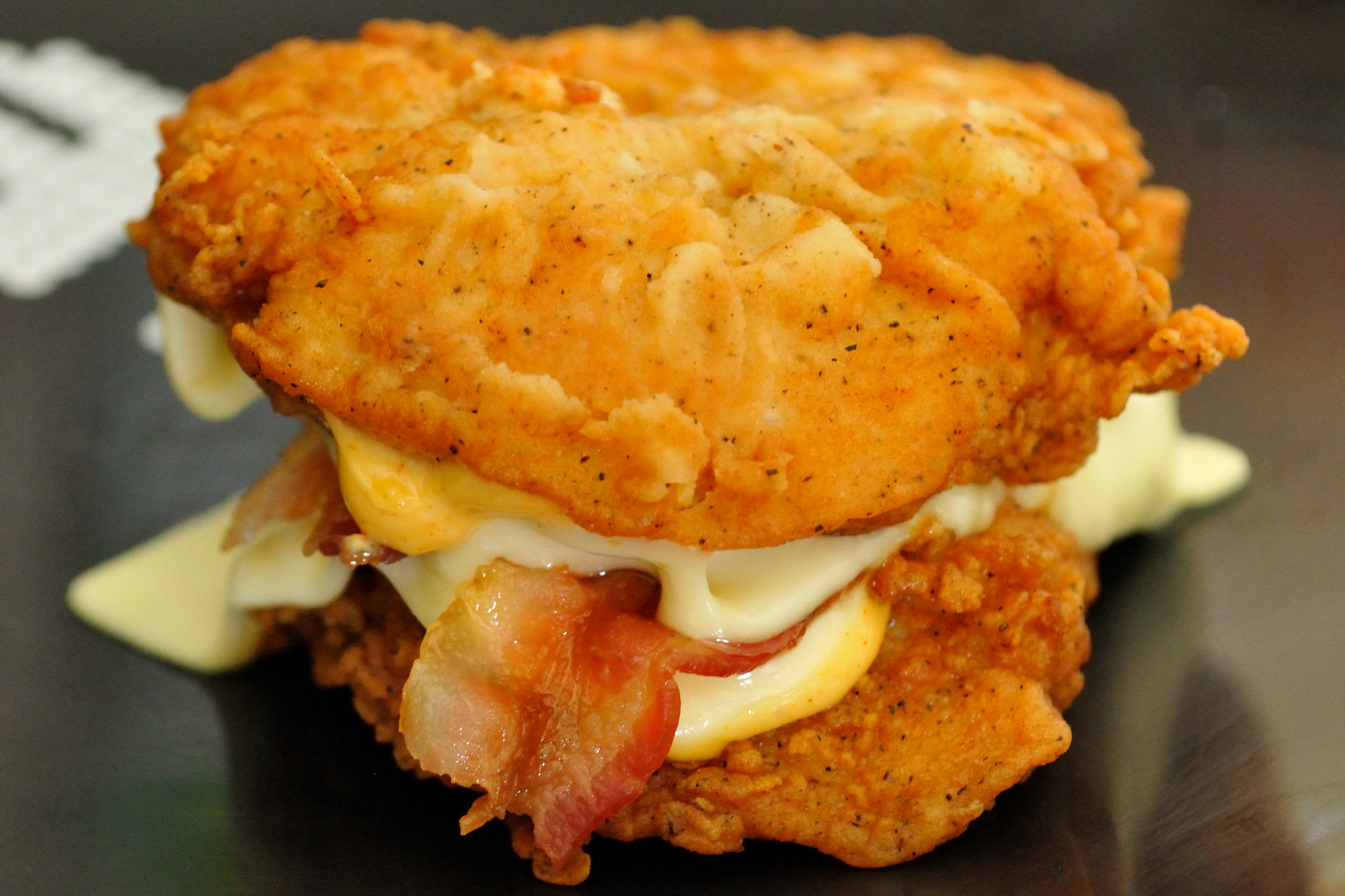
«Сэндвич» Double Down, запущенный в 2010 году

В мае 2002 года Tricon была переименована в Yum! Brands. В том году компания вновь столкнулась с проявлениями конкуренции: сеть Burger King выпустила бургер Chicken Whopper, а пиццерии Domino’s и Papa John's стали предлагать клиентам блюда из жареной курицы. За три месяца продаж Chicken Whopper принёс компании 50 млн долларов, став наиболее успешным нововведением за всю историю Burger King. В сентябре 2002 года продажи KFC снизились на 10 % по сравнению с предыдущим годом. Три года (2002—2005) продажи KFC оставались на низком уровне. Недостаточные инвестиции в разработку новых блюд сделали имидж компании «пресыщенным и неверно позиционированным» — именно такую оценку сети дало независимое консалтинговое агентство Restaurant Research. В 2004 году компания представила новую линейку куриных блюд, готовившихся без использования масла. Продукция не обнаружила достаточного спроса, а опасения потребителей из-за вспышки птичьего гриппа в 2005 году временно снизили продажи KFC на 40 %. В марте 2005 года компания выпустила небольшой дешёвый бургер из цыплёнка, названный Snacker («Закусочный»). На этот раз общественность встретила продукт тепло, благодаря чему сеть заработала более 100 млн $. Меню зарубежных кафе пополнилось врапом Boxmaster, объём которого был сопоставим со средним приёмом пищи. Стремясь обновить имидж компании в США, руководство вернуло некоторым кафе полное название Kentucky Fried Chicken и вновь стало оформлять рестораны портретами Полковника Сандерса.
В 2008 году международный департамент компании представил публике линию замороженных напитков Krusher (в некоторых странах — Krushem). Внедряя продукт, компания стремилась пополнить меню небольшой закуской, пригодной для употребления между приёмами пищи. Целевой аудиторией Krusher стали подростки. В апреле 2010 года начались продажи «сэндвича» Double Down, в котором роль хлеба выполняли кусочки куриного филе; продукт подвергся критике как нездоровый. Тем не менее, с марта 2011 года по март 2013 года компания продала около 15 млн «сэндвичей». В сентябре 2012 года на рынок США вернулся сэндвич Chicken Little.
По состоянию на декабрь 2013 года объём продаж KFC является вторым в отрасли — компания уступает лишь McDonald’s. В 2015 году первый KFC открылся в Мьянме. По состоянию на 2016 год, сеть имела около 15 000 ресторанов в 125 странах мира, в ней работало более 750 000 человек. К концу первого квартала 2016 года Yum открыла 79 новых ресторанов KFC в 32 странах. В первом квартале 2016 года, продажи KFC в России выросли на 27 %, и продолжили положительную динамику в течение всего года. Российское подразделение уступает по росту своих продаж лишь Китаю. В марте 2022 года KFC продолжила работу основной части своих ресторанов в России после начала вторжения России на Украину, закрыты были лишь 70 точек.
18 февраля 2025 года было объявлено о переносе штаб-квартиры и около 100 сотрудников из Луисвилла в Плейно, штат Техас. Компания заявила, что продолжит участвовать в жизни Кентукки, включая выделение 1 млн долл. бизнес-колледжу Университета Луисвилля и строительство флагманского ресторана в этом городе.

## Деятельность

Страны, в которых присутствует KFC

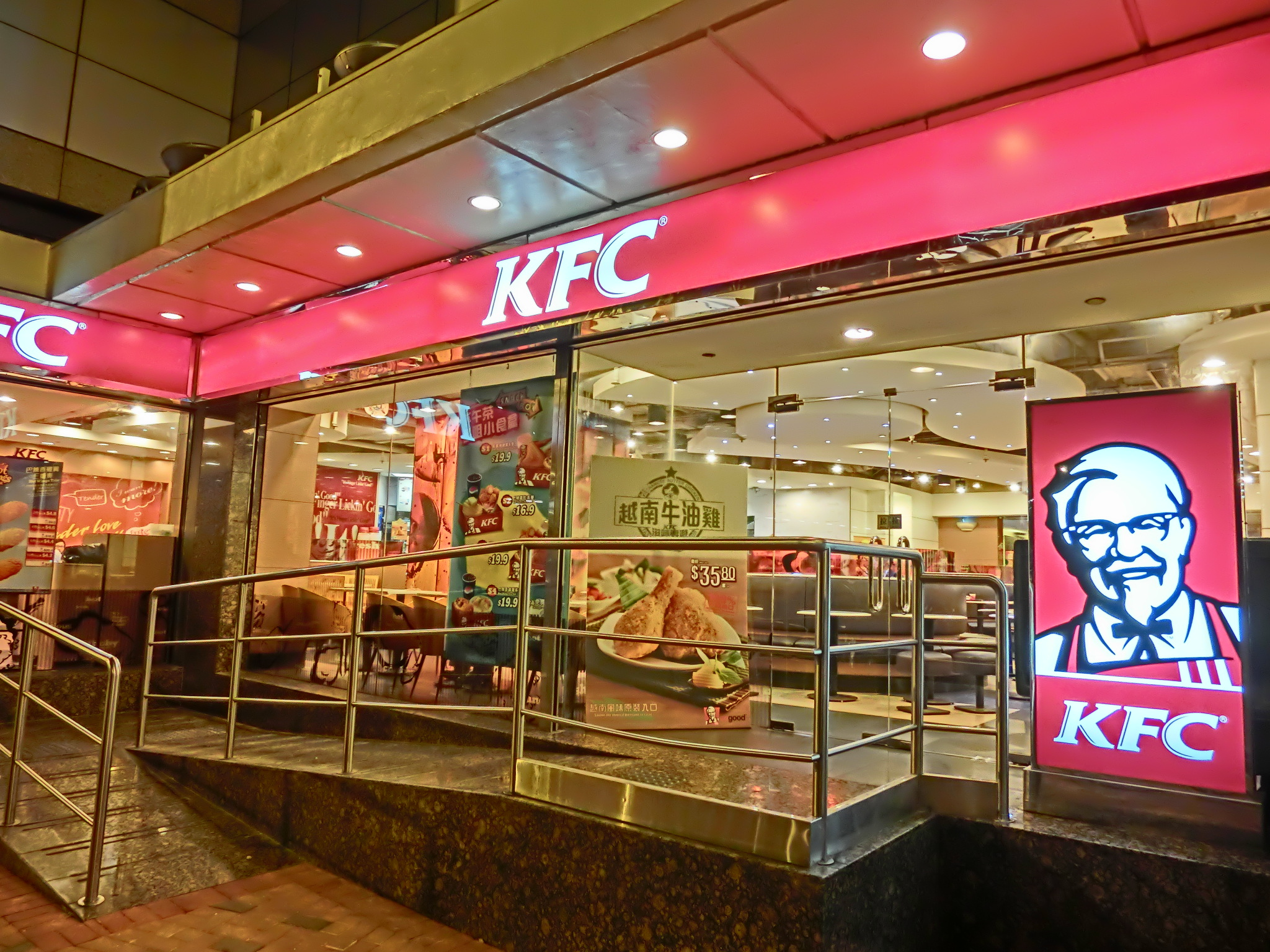
Кафе KFC в Гонконге

KFC Corporation — дочернее предприятие и одно из 4 подразделений Yum! Brands, одной из крупнейших ресторанных компаний в мире. Общий объём продаж системы KFC (собственные и франчайзинговые рестораны) в 2024 году составил 34,45 млрд долларов. Штаб-квартира KFC располагается по адресу Гардинер-Лейн, 1441 в городе Луисвилле, штат Кентукки. Центральный офис представляет собой трёхэтажное здание колониального стиля, известного среди местных жителей как «Белый дом». В штаб-квартире располагаются офисы руководителей компании, а также её исследовательский отдел. Корпоративный адрес компании — Норт-Орандж-Стрит, 1209, Уилмингтон, штат Делавэр.
Сеть представлена в 150 странах, на США приходится 11 % точек. По состоянию на конец 2024 года работало 31 981 точка, из них только 468 были в собственности компании, остальные — франчайзинговые. Крупнейший мастер-франчайзи — компания Yum China Holdings, работающая в Китае. Типичный договор франчайзинга предусматривает разовый платёж при открытии ресторана и ежемесячные отчисления в размере 4—6 % от выручки (3 % для Yum China Holdings) за право использовать торговую марку компании.
В оформлении многих ресторанов присутствует изображение Полковника Сандерса. Часть кафе оборудована окном для выдачи заказов водителям автомобилей и прочих транспортных средств. Услуга доставки доступна лишь в некоторых регионах. Иногда вместо полноценного кафе продукция KFC продаётся в киосках. Подобная ситуация характерна для торговых точек на заправочных станциях, стадионах, в магазинах у дома, парках развлечений и учебных заведениях, то есть там, где создание крупного кафе невозможно или непрактично. Средний годовой объём продаж, приходящихся на одну точку, в 2013 году составил 1,2 млн долларов. Торговая точка обслуживает в среднем 250 заказов в день, причём большая их часть приходится на двухчасовой пиковый период.
Первоочередную ответственность за операции компании несёт генеральный директор Yum! Дэвид Гиббс. Подразделение KFC возглавляет Скотт Мезвински (Scott Mezvinsky).

### КНР
KFC — крупнейшая ресторанная сеть в Китайской Народной Республике. Первая точка открылась в ноябре 1987 года близ городских ворот Пекина, став первым западным кафе в стране. К 2015 году на Китай приходилось более половины оборота всей сети KFC. В 2016 году деятельность Yum! Brands в Китае была выделена в самостоятельную компанию Yum China Holdings. В декабре 2023 года в Ханчжоу был открыт десятитысячный ресторан KFC.
Первоначально KFC предлагала в КНР американское меню, но после 2000 года начала постепенно внедрять блюда китайской кухни. Среди особенностей местного меню следует отметить рисовую кашу и грибной салат. Китайские кафе KFC предлагают в среднем 50 блюд.
KFC в Китае несколько раз была замешанной в скандалах, связанных с качеством продуктов. В декабре 2012 года компанию обвинили в том, что некоторые её поставщики вкалывали птицам противовирусные препараты и гормон роста, нарушая правила пищевой безопасности. В результате компания разорвала отношения с сотней поставщиков, а также согласилась «активно сотрудничать» с государственным следствием. В январе 2013 года продажи KFC в КНР упали на 41 % по сравнению с предыдущим годом. Стремясь исправить ситуацию, компания обновила китайское меню в 2014 году. Однако, в том же 2014 году возникли новые проблемы, связанные с китайским поставщиком мяса OSI Group (он снабжал Yum! и McDonald’s); как оказалось, поставляемое замороженное мясо было на несколько лет просроченное, кроме того в нём было превышено содержание опасных веществ, компания была оштрафована на 2,4 млн юаней ($364 тысяч), 10 сотрудников получили тюремные сроки.

### США

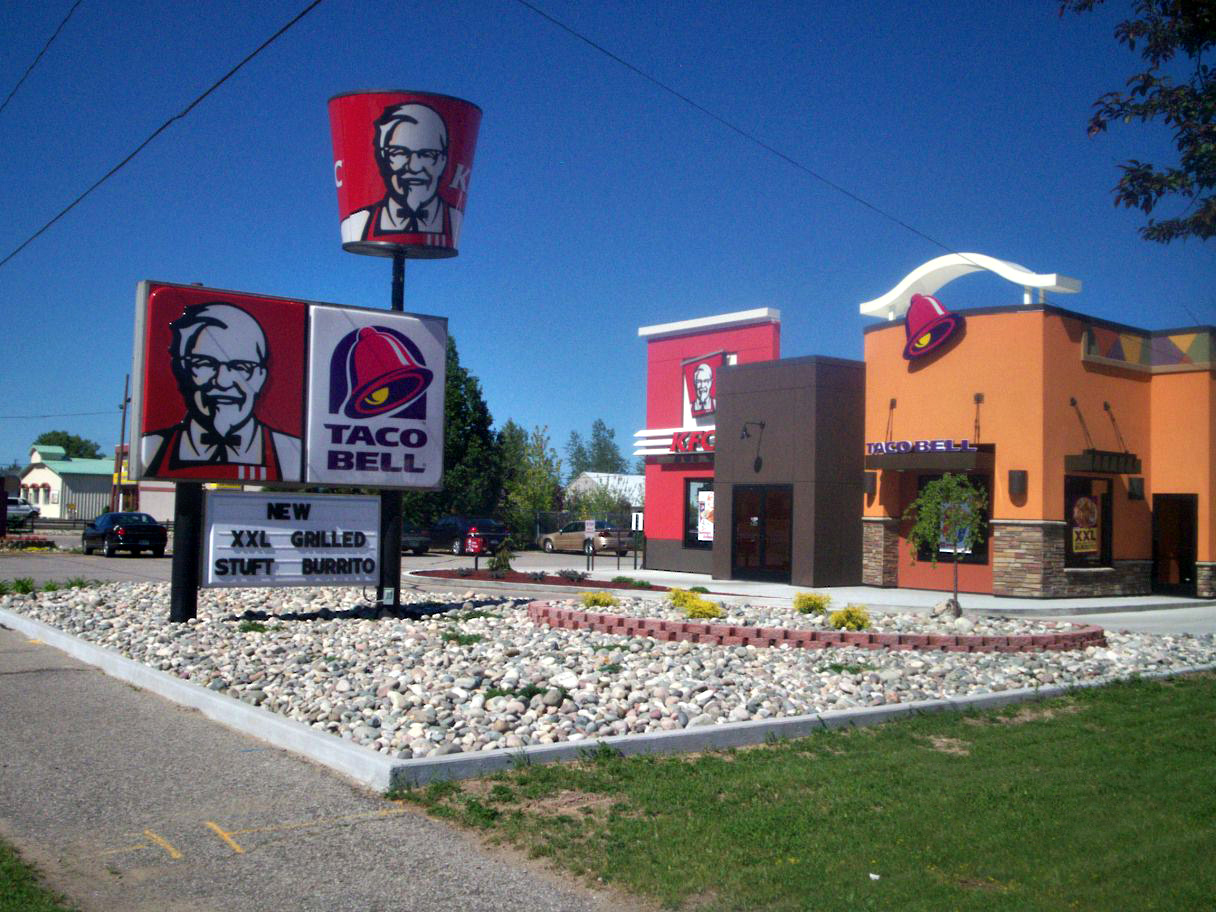
Объединённое кафе KFC и Taco Bell в Оскоде, штат Мичиган

Согласно оценке консалтингового агентства Technomic, за 2013 год кафе KFC в США принесли компании 4,22 млрд $. Концепция американских кафе компании состоит в сочетании низких цен, ограниченного меню (в среднем — 29 позиций) и стремления работать «на вынос». Значительную долю посетителей кафе составляют афроамериканцы. Многие кафе KFC располагаются в едином комплексе с ресторанами Taco Bell, Pizza Hut или других брендов Yum!. Ранее в соседстве с ресторанами KFC часто располагались здания Long John Silver's и A&W Restaurants, принадлежавших тогда Yum!. Нередко сочетание брендов происходит под крышей одного здания — тогда посетители могут выбрать блюда сразу из обоих меню. В 2003 году насчитывалось 354 совместных кафе KFC—Taco Bell, предлагавших клиентам полный ассортимент, и 13 кафе, объединявших полное меню KFC и часть меню Pizza Hut. Подобный формат впервые возник в 1991 году, когда комплекс KFC—Taco Bell открылся в Виргинии. В прошлом действовали несколько ресторанов, объединявших сразу три меню, однако проект не стал популярным. Дэвид Новак увидел причину неудач в деятельности концессионеров.
Со времён Сандерса компания использовала гидрированные растительные масла, однако в 1980-е годы сеть перешла на его более дешёвые аналоги, пальмовое и соевое масла. В начале XXI века стало известно, что данные продукты отличаются высоким уровнем содержания трансжиров, что способствует возникновению болезней сердца. К апрелю 2007 года все кафе компании в США перешли на не содержащее трансжиров соевое масло.
В 2008 году Новак заявил, что низкий уровень продаж в США связан с недостатком новых идей и блюд. Блюдо Kentucky Grilled Chicken, выпущенное весной 2009 года лишь приостановило спад продаж. В 2010 году компания разработала план, подразумевавший повышение эффективности операций, а также внедрение доступных и здоровых пунктов меню. В том же году издание Advertising Age отметило, что KFC утрачивает долю рынка, уступая позиции малому конкуренту Chick-fil-A. В 2011 году журналисты Bloomberg News назвали KFC «неудачницей в сравнении с корпорацией McDonald’s». В 2012 году журнал Forbes писал, что многие кафе KFC выглядят «устаревшими и непривлекательными», сеть же в целом «не выпускала интересных блюд давным-давно». Тогда же издание Bloomberg Businessweek отозвалось о компании как о «мощном игроке» на развивающихся рынках, в частности, в Африке, Китае и Индии, отметив ослабление KFC на рынке США, где сеть постепенно уступала Chick-fil-A и Popeyes. Некоторые аналитики утверждали, что KFC может выделить свой американский департамент в отдельную структуру. Действительно, в 2012 году компания стала уступать свои собственные рестораны концессионерам. Предполагалось, что доля кафе, находящихся в прямом управлении KFC, должна упасть с 35 % до 5 %.

### Канада

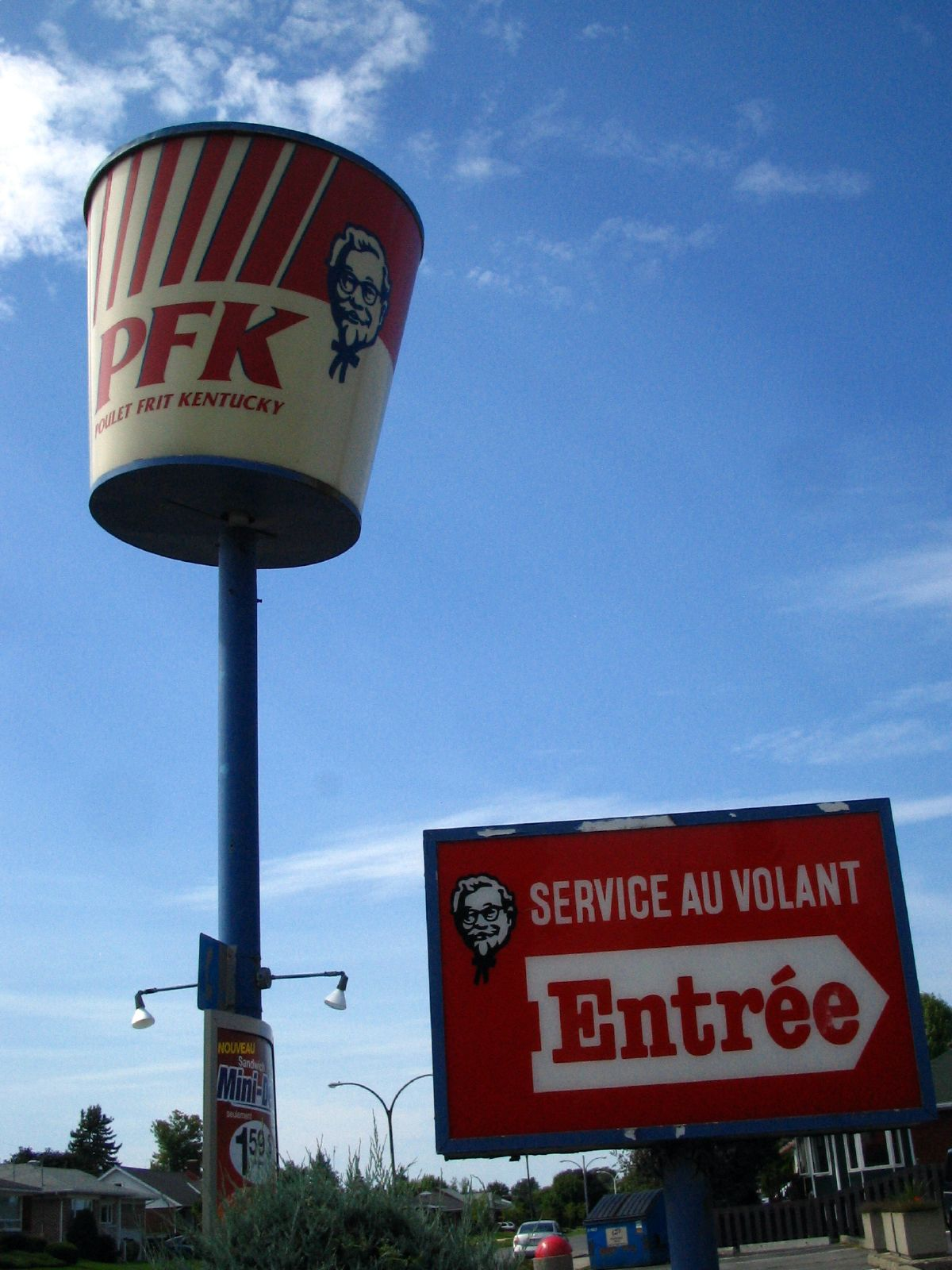
Вывеска ресторана KFC в Лавале (Квебек, Канада)

В связи с тем, что значительная часть населения Канадской провинции Квебек является франкоговорящей, компания в этом районе работает под брендом PFK (фр. Poulet frit Kentucky — жареный цыплёнок из Кентукки). По данным на 2013 год — сеть насчитывала более 200 ресторанов и кафе быстрого питания.

### Япония
Япония является третьим по объёму рынком KFC. В азиатской стране располагаются 1200 торговых точек сети. 70 % японских продаж осуществляются по схеме «на вынос»; посетители покупают блюда KFC для особых мероприятий, где употребляют их в качестве закуски.
Изначально японское отделение компании представляло собой совместное предприятие KFC и местной корпорации Mitsubishi. После четырёх лет переговоров Mitsubishi получила концессионные права на продукцию KFC в Японии, и в марте 1970 года экспериментальное кафе открылось на Всемирной выставке в Осаке. Дебют оказался успешным, и первое полноценное кафе открыло свои двери в ноябре того же года в пригороде Нагои. Американское руководство стремилось располагать кафе именно в пригородах, в то время как представители Mitsubishi настаивали на центральном расположении ресторанов: на тот момент автомобили ещё не получили широкого распространения в стране. Ещё два кафе появились в Осаке, однако они продемонстрировали неэффективность, и менее чем за год компания потеряла около 100 млн иен. После этой неудачи предприятие перешло к реализации плана Mitsubishi.
Реализация стратегии началась с появления двух кафе, открытых в 1972 году в Кобе. Рестораны находились в элитном районе с большим числом жителей-выходцев из западных стран. План оправдал себя, и к концу 1973 года свои двери открыли ещё 100 кафе. Год спустя японский департамент KFC стал позиционировать жареного цыплёнка в качестве рождественского блюда. Сейчас употребление продуктов KFC в Рождество практикуется многими японскими семьями. Харланд Сандерс лично посещал японские офисы KFC в 1972, 1978 и 1980 годах.
С августа 1990 года акции японского отделения фирмы являются предметом сделок на Токийской фондовой бирже. В 1980-х годах Япония пережила экономический бум, что положительно сказалось на деятельности компании. Тем не менее, быстрое расширение сети привело к конфликтам интересов концессионеров, в результате которых около ста кафе закрылись в середине следующего десятилетия. В 2000 году японская KFC объявила о продажах в размере 598 млн $. В декабре 2007 года Mitsubishi получила мажоритарный контроль над японским отделением KFC; сумма сделки составила 14,83 млрд иен.

### Великобритания
По состоянию на декабрь 2013 года в Великобритании действовали 784 точек KFC, примерно 70 % кафе управляются франчайзи. Совокупный штат KFC в королевстве насчитывает 24 тысячи человек. Около 400 пунктов продажи оборудованы для выдачи заказов водителям. Средний оборот одной торговой точки находится в промежутке 1—1,5 млн £.
Жители Великобритании и Северной Ирландии ежегодно потребляют около 60 тыс. тонн куриного мяса KFC, 60 % которого компания приобретает у четырёх крупнейших поставщиков, в том числе у Faccenda Group и 2 Sisters Food Group. Свежее мясо поставляется в кафе по меньшей мере трижды в неделю. Оставшиеся 40 % приобретаются у компаний из Европы, Таиланда (среди них — Charoen Pokphand Foods) и Бразилии. Вся курица для блюда Original Recipe поставляется из Соединённого королевства.
Английский отдел KFC стал её первым зарубежным департаментом, открывшимся в мае 1965 года в Престоне. Примечателен тот факт, что KFC стала первой американской сетью быстрого питания в стране, предвосхитив появление на рынке McDonald’s, Burger King и Pizza Hut почти на десять лет. Первое лондонское отделение начало работу в ноябре 1968 года в пригороде Норт-Финчли. В 1971 году на территории королевства располагалась 31 точка продаж, к 1975 году их было уже 250. В конце 1970-х и на протяжении 1980-х кафе KFC всё чаще предлагали посетителям места для сидения. Первый ресторан для водителей появился в 1984 году. К 1987 году сеть насчитывала почти 400 точек.
В 2006 году компания прекратила предварительное засаливание курицы и очистила свою продукцию от трансжиров. В 2012 году пальмовое масло было заменено рапсовым. В 2004—2014 годах сеть увеличила свой ассортимент пригодных для переноски блюд: бургеров, врапов и салатов. За этот период сумма годовых продаж, составлявшая около 500 млн £ в 2004 году, выросла почти вдвое. В 2012 году компания инвестировала 9 млн £ в оборудование печами всех своих кухонь, благодаря чему они смогли готовить курицу гриль. В 2013 году все кафе KFC в Соединённом королевстве стали предлагать посетителям кофе Lavazza.

### Австралия и Новая Зеландия
Австралийская сеть KFC объединяет около 600 точек, в Новой Зеландии компания располагает 100 пунктами продажи. Компания стала первым американским оператором быстрого питания, появившимся в обоих государствах. В 2013 году годовой оборот KFC в двух странах составил почти 2 млрд $ австралийских долларов.
Yum! напрямую управляет 160 кафе KFC в Австралии. Крупнейшим из 53 независимых австралийских концессионеров KFC является Collins Foods, которой принадлежат 169 ресторанов. Основными поставщиками птицы для австралийских кафе являются Inghams, Steggles и Turi Foods. Первое кафе KFC в Австралии открылось в 1968 году в пригороде Сиднея Гилдфорде. Обладателем франшизы был канадский предприниматель Боб Лапуант. В 1970—1971 австралийская сеть расширилась за счёт 75 новых ресторанов. Это оказало существенное влияние на выпуск куриного мяса, который за два года вырос на 38 %. В 1995 году на территории континента располагались 452 кафе, в которых работали 12 тысяч сотрудников. В том году Австралия принесла KFC 35 % от всех зарубежных продаж.
Первое новозеландское кафе открылось в 1971 году в Ройал-Оке, пригороде Окленда. К 1980 году новозеландцы могли посетить уже 37 кафе. В 1989 году PepsiCo приобрела у местного конгломерата Goodman Fielder 50 % акций новозеландской KFC, которыми к тому моменту уже не располагала. В 1991 году оборот новозеландского подразделения KFC впервые достиг 100 млн $ новозеландских долларов.

### Индия

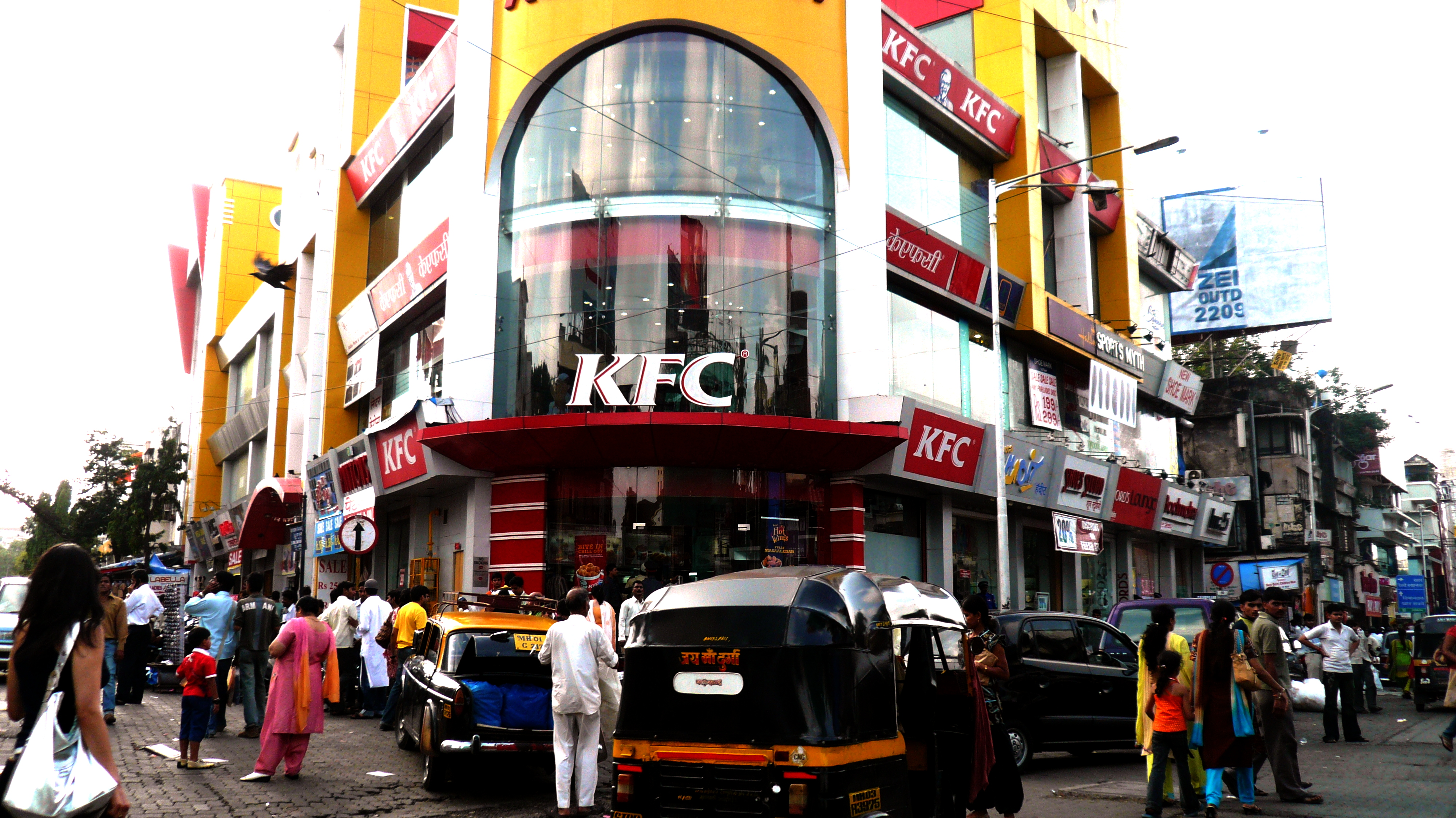
Кафе KFC в Мумбаи

В декабре 2013 года индийский фрагмент сети включал 299 кафе. Кроме стандартных блюд KFC, индийские рестораны предлагают посетителям бургер с нутом и острые куриные крылья, обсыпанные перцем и лимоном. Ведущим концессионером является QSR Brands (M) Holdings, в ведении которого в 2012 году находились 26 кафе.
Работа KFC в Индии началась в июне 1995 года с открытия двухэтажного кафе на бангалорской фешенебельной улице Бригейд-Роуд. По мнению журналиста Майкла Уайта, компания не могла выбрать «более сложного места для своего первичного появления в стране». В Бангалоре располагался центральный офис организации
Karnataka Rajya Raitha Sangha, одного из влиятельнейших, гласных и протекционистских фермерских объединений в Индии. Появление KFC спровоцировало ряд протестных акций, в которых приняли участие левые, антиглобалисты и «зелёные», а также местные фермеры, недовольные тем, что компания отказывалась от сотрудничества с местными поставщиками. Многие индийцы опасались укрепления потребительской культуры, утраты национальной самодостаточности и разрушения традиционных укладов. Протест достиг кульминации в августе 1995 года, когда кафе на Бригейд-Роуд было несколько раз ограблено. Менеджмент ресторана добился установки полицейского фургона, который должен был защищать кафе на протяжении года. 13 сентября 1995 года местные власти санкционировали закрытие кафе, объявив его продукцию вредной для здоровья. Тем не менее, ресторан возобновил работу уже через шесть часов, так как Высокий суд штата Карнатака отменил решение исполнительной власти по запросу KFC. Основной тезис компании состоял в том, что приготовление блюд в Индии происходит по той же формуле, что и в 77 других государствах. Сельский активист М. Д. Нанджундасвами заявил, что продукты KFC будут негативно сказываться на здоровье бедствующих, поскольку компания будет забирать у них зерно и делать из него корма для животных. Бывший министр экологии Манека Ганди присоединилась к протестной кампании. Ко всему прочему, компанию обвинили в превышении нормативного уровня глутамата натрия и обжаривании блюд в свином жире. Работа второго кафе, появившегося теперь в Дели, была приостановлена властями в ноябре. Предполагается, что данное действие было продиктовано соображениями охраны здоровья, однако более вероятным представляется стремление власти избежать бангалорского сценария. Через некоторое время кафе в Дели было закрыто навсегда.
Рост сети ресторанов начался в 2004 году. Индийское меню KFC было в высокой степени локализовано: мясных продуктов в нём содержалось меньше, чем в любой другой стране. Вегетарианский ассортимент включал продукты из риса, врапы и иные блюда. Следуя опыту McDonald’s, компания исключила яйца из рецептов майонеза и других соусов. Уннат Варма, директор маркетингового отдела индийской KFC, сказал: «Вегетарианские предложения сделали бренд более подходящим для большой части потребителей, и это необходимо для роста KFC». Блюда из курицы стали готовиться с применением местных методов и местных специй. К 2008—2009 годам сеть насчитывала 34 кафе.

### Индонезия

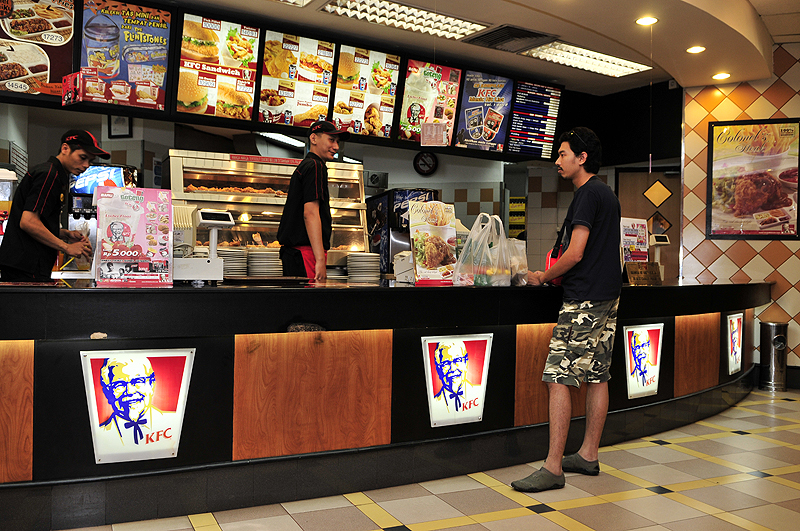
Прилавок KFC в индонезийском Бандунге

KFC является крупнейшей западной ресторанной сетью в Индонезии. В декабре 2013 года в стране действовали 466 торговых точек, сеть занимает 32 % рынка. Местное меню включает спагетти, врапы и кашу из цыплёнка Ведущим концессионером KFC в стране является фирма PT Fastfood Indonesia.
История KFC в Индонезии началась с открытия кафе в Джакарте в 1979 году. Крупнейший конгломерат страны Salim Group стал мажоритарным акционером KFC в 1990 году, обеспечив сети быстрый рост. Акции основного концессионера индонезийской KFC, PT Fastfood Indonesia, появились на Индонезийской фондовой бирже в 1993 году.

### Россия

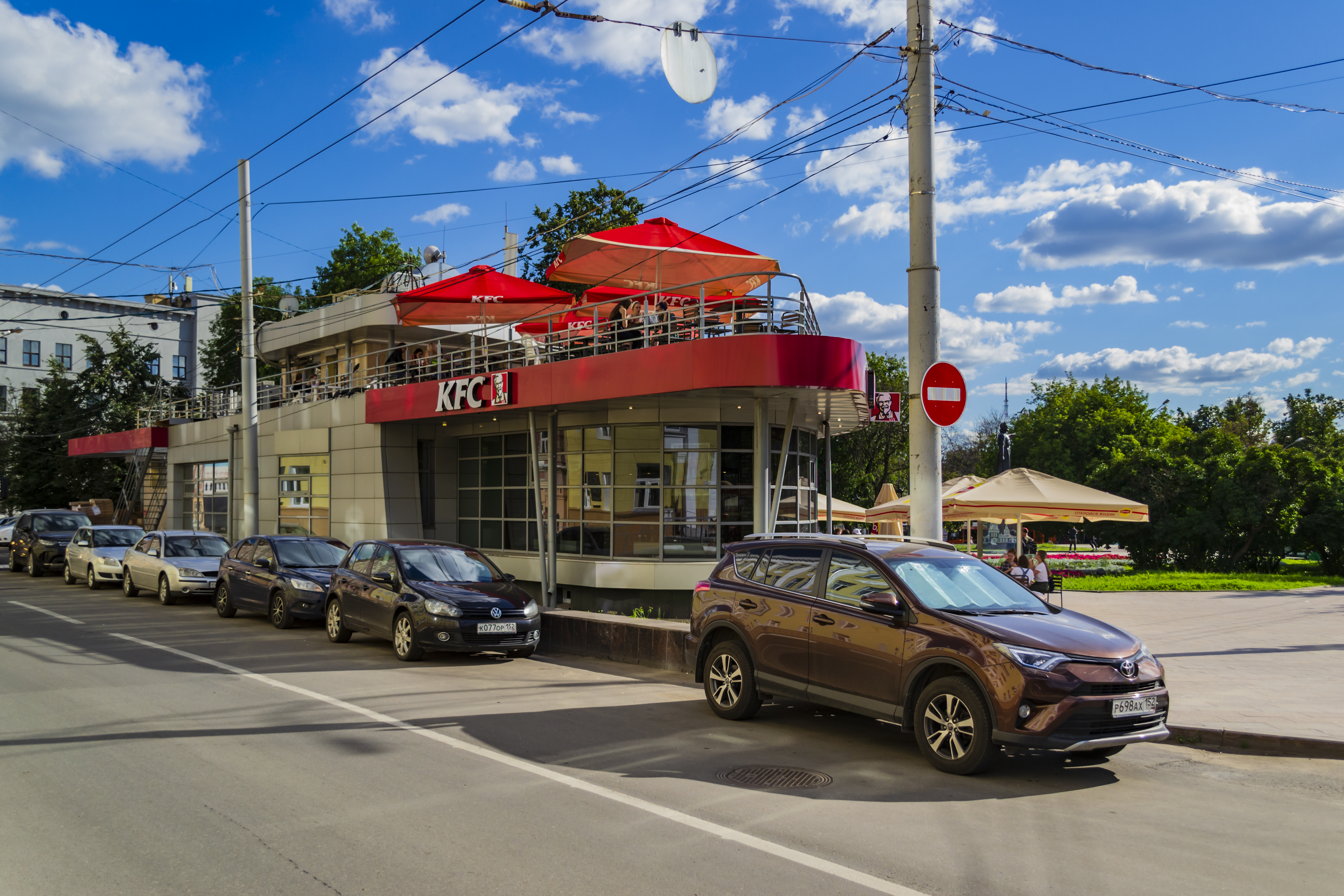
Ресторан KFC в России (Нижний Новгород, Площадь Минина и Пожарского)

KFC появился в Российской Федерации в 1993 году — тогда же сеть начала работу в Израиле, Польше, Бразилии и Колумбии. В этом году PepsiCo открыла киоски с продукцией своих брендов фастфуда — KFC, Pizza Hut, Taco Bell и Frito-Lay — на двух станциях московского метро: «Парк культуры» (22 июня) и «Менделеевская». Планировалось открыть ещё 13 таких точек в начале 1994 года. В 1995 году на Кутузовском проспекте появился первый ресторан KFC — он делил помещение с Pizza Hut. В 1998 году, в разгар экономического кризиса, KFC покинула российский рынок.
В 2000 году KFC вернулся в Россию: на Арбате появился ресторан сети, управляемый франчайзи Talisfood. Летом 2003 года ресторан закрылся из-за несоответствия стандартам качества Yum! Brands.
В июне 2005 года российским франчайзи Yum! Brands стала компания «Росинтер», которая создала в 1993 году аналог KFC — сеть «Ростик’с». К моменту сделки сеть состояла из 80 ресторанов в России, на Украине и в Беларуси. По соглашению между Yum! Brands и «Росинтером» был создан объединённый бренд «Ростик’с—KFC». В марте 2006 года Yum! Brands приобрела у «Росинтера» права на старый бренд. Первое кафе под названием «Ростик’с—KFC» открылось в апреле 2006 года, после чего все заведения «Ростик’с» были переименованы.
По условиям соглашения Yum! Brands и «Росинтер» имели совместный опцион на покупку или продажу совместного бизнеса сроком на 5-7 лет. Yum! Brands воспользовалась этим опционом, выкупила «Ростик’с—KFC» в июле 2010 года и начала замену бренда на KFC в сентябре 2011 года. Российское подразделение Yum! на протяжении двух лет увеличивало объём выручки, продемонстрировав рост в 46 %. В 2012 году выручка российской сети KFC составила 4,3 млрд рублей.
29 апреля 2019 года KFC начал ребрендинг в Российской Федерации, с целью повысить узнаваемость своей сети среди молодёжи. По состоянию на 9 октября 2020 года в России открыто 960 ресторанов KFC. В октябре 2021 года сеть запустила свою собственную доставку в Москве и Санкт-Петербурге.
На конец 2021 года в России было открыто 1086 ресторанов, при этом больше семисот заведений принадлежало российским бизнесменам, работая по франшизе.
В начале марта 2022 года после вторжения России на Украину американская компания Yum! Brands заявила, что приостанавливает работу 70 ресторанов сети в России (столько заведений в РФ принадлежат собственно компании). В конце октября 2022 года стало известно, что компания продаёт свой бизнес компании Smart Service Ltd., которая управляет одним из существующих франчайзи KFC в России и после сделки прекратит своё корпоративное присутствие в стране. В октябре 2022 года холдинг Yum! Brands продал 70 ресторанов KFC и мастер-франшизу бренда российской сети ГК «Фуд-сервис».
В апреле 2023 года было сообщено о завершении сделки по продаже бизнеса в России и уходе из страны Yum! Brands. Сделка предусматривает перевод ресторанов на торговую марку «Rostic’s». На конец сентября 2023 года около 90 % ресторанов согласились на ребрендинг, но некоторые франчайзи отказались менять вывеску, так как их договор предусматривает право на использование бренда «KFC» до конца 2035 года.

### Другие постсоветские страны
- В Казахстане открыто 70 ресторанов KFC. Из них 31 находится в Алма-Ате[236].
- В Азербайджане открыто 17 ресторанов KFC[237]. Самое большое по площади кафе KFC в мире было расположено в столице Азербайджана, Баку, с октября 2012 года до 2017 года. Ресторан занимал 1600 м², что позволяло ему принять до 300 посетителей одновременно[238][239]. Основным оператором азербайджанских кафе является фирма AFK Ltd[240].
- В Армении открыто 13 точек KFC, из них 11 в Ереване, 1 в Ванадзоре и 1 в Гюмри[241].
- В Эстонии открыто 9 ресторанов KFC[242].
- В Грузии открыто 7 ресторанов KFC[243].
- На Украине до 2005 года функционировал российский Ростик’с (см. выше). KFC появился в 2012 году[244]. В Киеве находится самое большое в мире кафе среди оборудованных для автомобилистов: точка может обслужить до 200 транспортных средств в час, а также принять до 280 пеших клиентов одновременно[245]. Крупнейший оператор ресторанов KFC на Украине — Global Restaurant Group[245] . Всего на Украине открыто 47 точек KFC, из них 22 в Киеве, 1 в Вишнёвом, 1 в Броварах, 6 в Днепре, 2 в Харькове, 3 в Кривом Роге, 1 в Полтаве, 1 в Павлограде, 1 в Сумах, 1 в Житомире, 1 в Черкассах, 1 в Кременчуге, 1 в Виннице, 3 во Львове, 1 в Черновцах и также 3 в Одессе[246].
- В Литве открыто 7 ресторанов KFC[247].
- В Молдове сеть появилась в 2008 году[248]. На конец ноября 2022 года в Молдове работают два ресторана KFC, оба в Кишинёве[249].
- В Беларуси на август 2023 года открыто 83 ресторана KFC, из них 46 в Минске, 36 ресторанов в 18 других городах и 1 в Национальном аэропорту Минска[250].
- В Кыргызстане первый ресторан KFC открылся в 2017 году, в городе Бишкек[251]. На конец ноября 2022 года имеется 14 ресторанов в Бишкеке[252].
- В Латвии открыто 5 ресторанов KFC[253].
- В Узбекистане первый ресторан KFC открылся в Ташкенте в сентябре 2018 года[254]. В 2024 году имеется 23 ресторана в Ташкенте, один в Коканде, один в Самарканде, один в Бухаре и 2 в Андижане[255].
- В Таджикистане первый ресторан KFC открылся в Душанбе в сентябре 2021 года[256]. На конец мая 2025 года имеется 10 ресторанов в Душанбе, по одному в Вахдате и Худжанде[257][258].

### Развивающиеся рынки
Рост KFC в азиатских странах продолжается. Так, к концу 2013 года в Малайзии функционировали 579 пунктов продажи. Проникновение KFC на рынки Ближнего Востока и Северной Африки произошло в начале 1970-х годов. Сейчас[когда?] в регионе действуют более 500 торговых точек. Большая часть мяса закупается для региона у бразильской компании Sadia. В 2012 году 577 ресторанов KFC работали в 36 странах Карибского и Латиноамериканского регионах. Компания планирует увеличить свои сети на рынках Африки, где уже является ведущим американским оператором быстрого питания. KFC удалось открыть в различных африканских странах 70 торговых точек, однако дальнейшие рост затруднён в связи с низким качеством работы поставщиков.
C 10 декабря 2018 года KFC Венесуэлы сообщил, что начнёт принимать криптовалюту Dash. На первых порах этот эксперимент будет проводиться только в столице страны, но потом распространится и на другие 24 точки быстрого питания в стране.

## Продукция

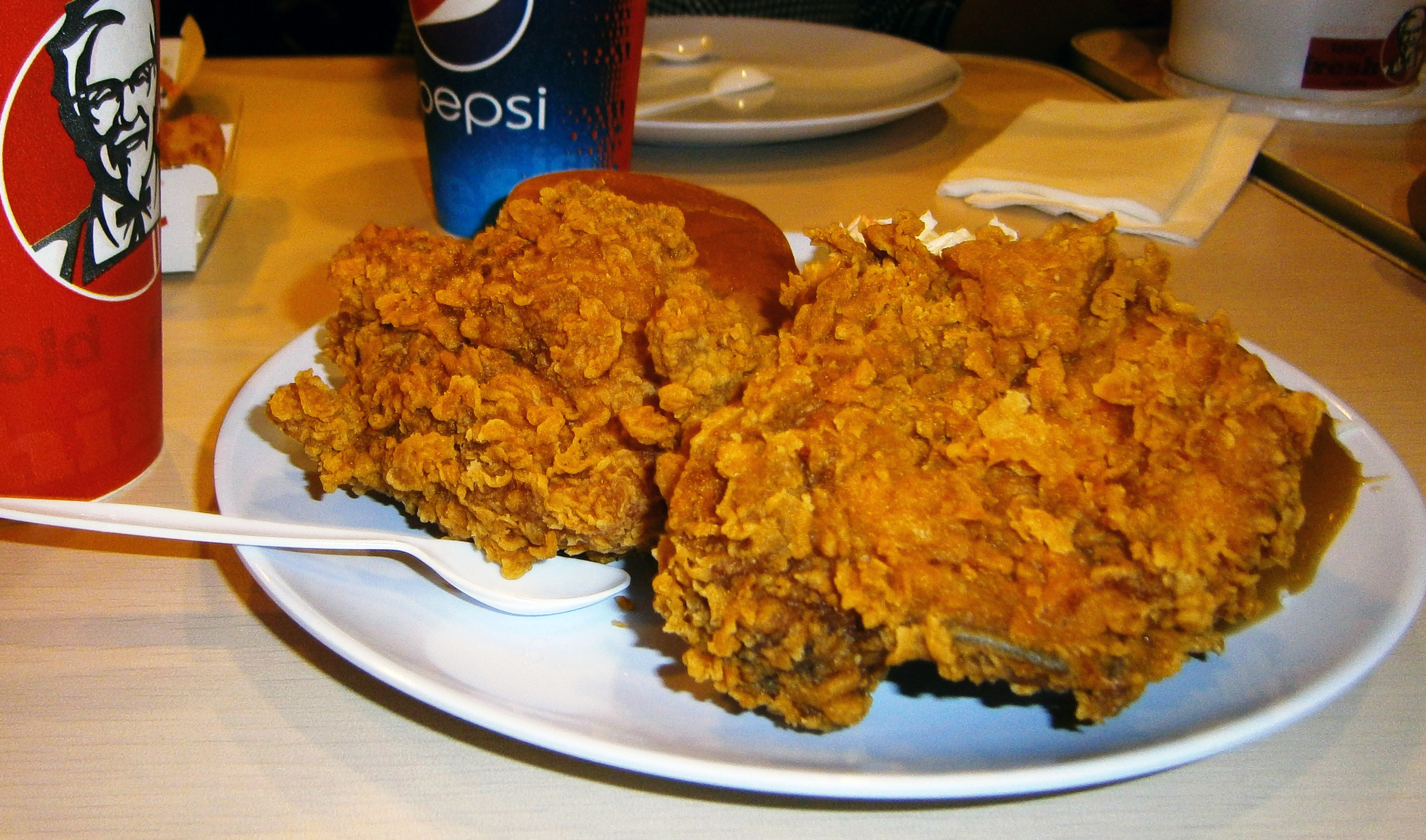
«Острые крылья» в малайзийском кафе KFC

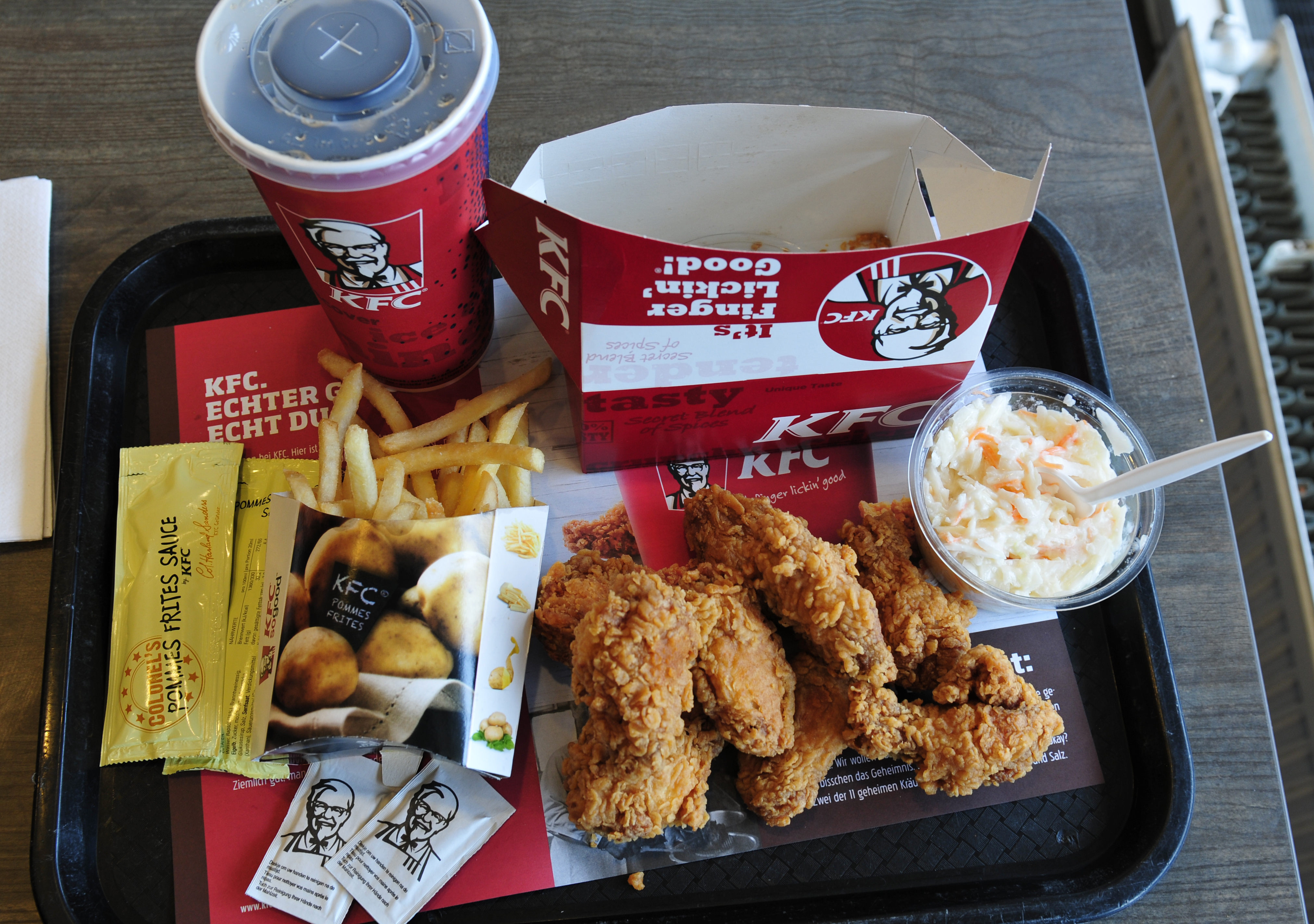
Набор позиций KFC в Берлине

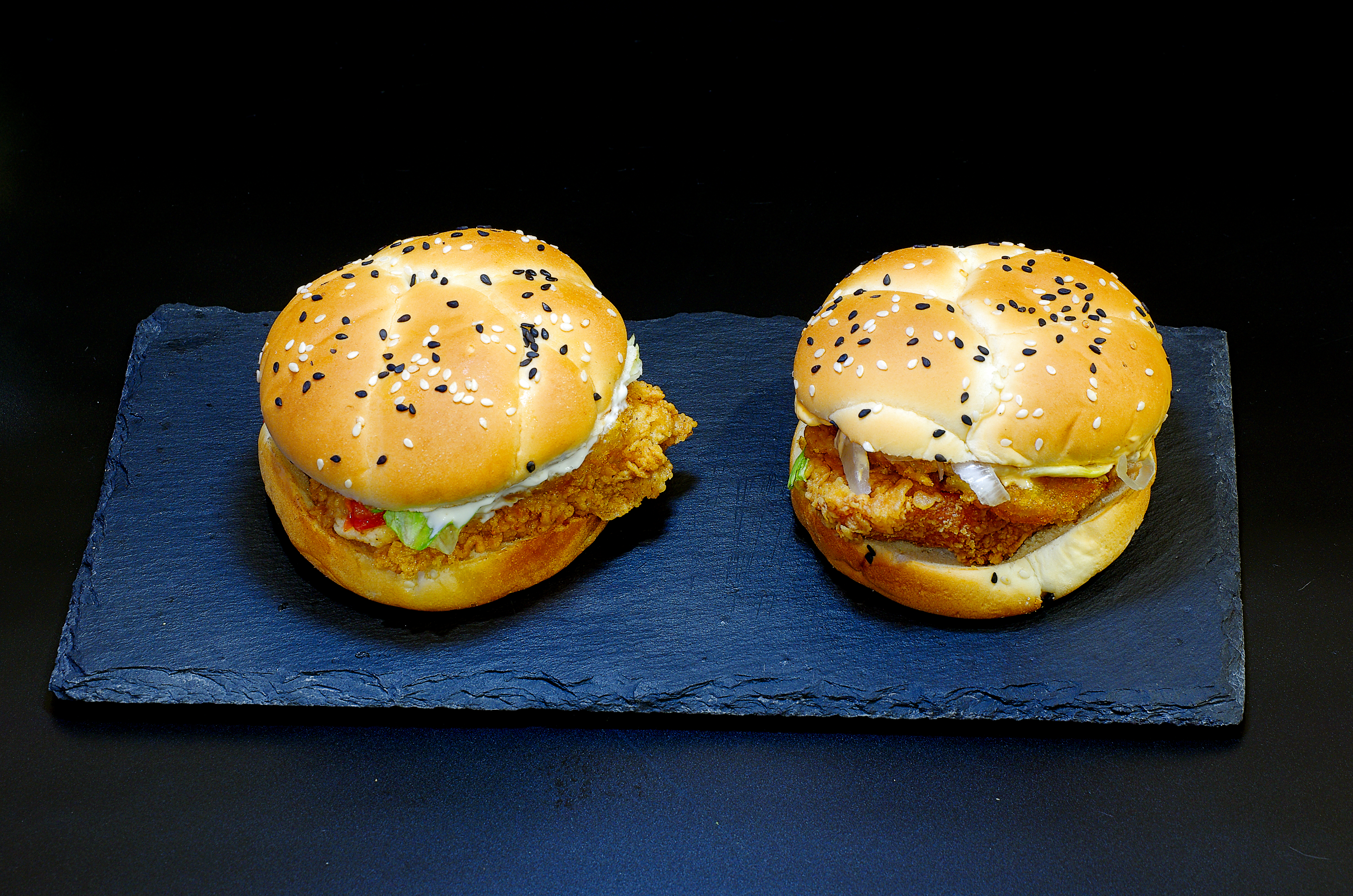
Шефбургер Тауэр

Основу меню KFC составляют жареные под давлением приправленные кусочки курицы на косточке — Original Recipe. Стандартная индивидуальная порция включает два или три кусочка, семейные же порции включают от шести до шестнадцати кусков и подаются в картонном ведёрке. Птичья туша разделяется на девять частей: 2 ножки, 2 бедра, 2 крыла, 1 киль и 2 части грудки на позвоночнике. Курятина обваливается в пшеничной муке и приправе вручную, процесс занимает от двух до четырёх минут. Затем продукт подвергается жарке под давлением при температуре 185 °C; максимальная продолжительность жарки составляет семь минут. После этого продукт остывает пять минут и помещается в печь, работающую в режиме подогрева. Если продукт не употреблён в течение полутора часов, то он, согласно политике компании, выбрасывается. В разных странах для жарки может использоваться подсолнечное, соевое, рапсовое или пальмовое масло. По словам одного из менеджеров компании, вкус блюда будет зависеть как от выбора масла, так и от рациона самой птицы. В 1985 году KFC выпустило видео, где подробно показывало процесс приготовления куриных кусков. Другими ключевыми продуктами компании являются куриные бургеры, в том числе Zinger и серия Tower, врапы (серии Twister и Boxmaster) и блюда, употребляемые руками: хрустящие куриные «полоски» и острые крылья. Popcorn Chicken — один из самых распространённых с территориальной точки зрения продуктов KFC; блюдо состоит из маленьких кусочков жареной курицы. В некоторых регионах продаются куриные наггетсы, причём на некоторых рынках, например, в Австралии, продукт известен под названием Kentucky Nuggets («Наггетсы из Кентукки»).
KFC адаптирует меню для различных стран, поэтому совокупный ассортимент кафе включает более 300 позиций. На ряде рынков, в том числе в США и Соединённом королевстве, посетители кафе могут приобрести курицу гриль. В странах с преобладанием исламского вероисповедания KFC продаёт халяльного цыплёнка. В Азии, где потребители предпочитают острую пищу, популярны соответствующие блюда KFC, в частности, бургер Zinger. Некоторые рестораны в США изготавливают жареные куриные ливер и желудок. Несколько американских кафе также предлагают услугу фуршета для ограниченного числа блюд. В Японии, Сингапуре, Эквадоре некоторых странах Карибского бассейна и других государствах KFC предлагает посетителям жареные морепродукты под брендом Colonel’s Catch («Улов Полковника»). На Ямайке специальные предложения KFC, актуальные для Великого поста, с 2010 года доступны на протяжении всего года.
В Канаде и некоторых других регионах наиболее доступные блюда продаются под брендом Streetwise («Опытный горожанин»). В качестве гарнира посетитель может выбрать картофель фри, салат из шинкованной капусты, фасоль барбекю, кукурузный початок на палочке, картофельное пюре, булку хлеба или американское печенье. В меню представлены салаты: бобовый, садовый и «Цезарь». Часть иностранных кафе KFC предлагает посетителям луковые кольца. Азиатские кафе часто готовят блюда из риса, например, кандзи. В Малайзии подаётся суп из куриных фрикаделек. В США и Греции картофель фри нередко заменяется картофельными дольками.
McCormick & Company является крупнейшим поставщиком соусов, приправ и маринадов KFC. При этом фирмы сотрудничают в области разработки новых блюд.
Ввиду давней истории взаимоотношений с PepsiCo, в большинстве стран в кафе поставляются напитки именно этого производителя. Тем не менее, в ЮАР, Турции, Румынии, Греции, на Филиппинах и Барбадосе поставки осуществляет The Coca-Cola Company, на Арубе же посетителям доступна RC Cola корпорации Cott. В Перу рестораны KFC продают популярную в стране Inca Kola. В ряде государств Восточной Европы и в Португалии посетители могут также приобрести пиво.
В 2009 году компания запустила линейку замороженных напитков Krusher/Krushem, содержащих кусочки снэков Kit Kat, Oreo или клубничного песочного печенья. Замороженные напитки доступны в более чем 2000 кафе. Яичный пирог из заварного крема — популярный десерт KFC во всём мире, а в Перу посетители кафе могут попробовать сандей и пирожное tres leches («Три молока»). В 2012 году на ряде рынков появилось утреннее меню KFC am («KFC до полудня»), в которое помимо стандартного цыплёнка вошли блины, вафли и каши.

### «11 трав и специй»
Оригинальный рецепт Харланда Сандерса «11 трав и специй» считается одной из наиболее известных коммерческих тайн в индустрии питания. Рецепт не был запатентован, поскольку окончание срока действия патента нарушило бы кулинарный секрет. Коммерческая тайна же позволяет сохранять рецепт как интеллектуальную собственность сколько угодно долго.
Копия рецепта с автографом Сандерса содержится в сейфе в штаб-квартире компании. Там же расположены 11 флаконов с указанными в рецепте травами и специями. Чтобы сохранить секрет, компания разбивает производство ингредиентов на два этапа: первую часть производит Griffith Laboratories, вторую — McCormick.

### Оборудование

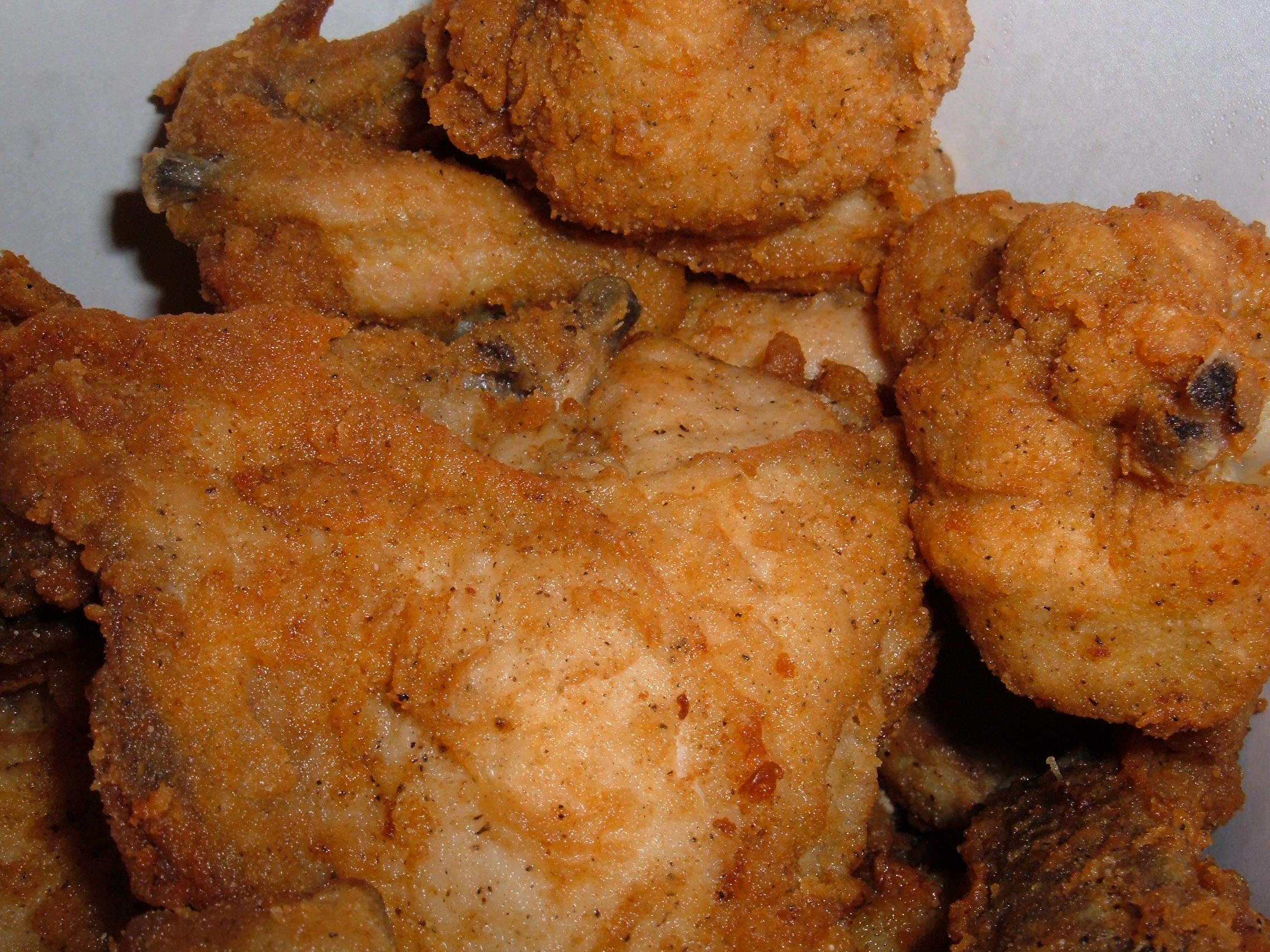
Курица Original Recipe

Изначально для приготовления курицы KFC использовала кухонные плиты и закрытые кастрюли. В 1960-х рекомендуемым приспособлением являлась KFC 20-Head Cooker, разработанная фирмой L S Hartzog и стоившая 16 тыс. $. Модель не была оснащена системой фильтрации масла, поэтому процедура должна была осуществляться вручную. Кроме того, фритюрницы иногда взрывались. В 1969 году инженер Уинстон Шелтон разработал фритюрницу Collectramatic 519, которая могла отфильтровывать масло, а также использовала точные таймеры и датчики температуры. Фред Джеффрис, занимавший тогда должность заместителя отдела закупок KFC, утверждал, что изобретение во многом способствовало расширению и общему успеху компании: «Невозможно было добиться такого роста без Collectramatic. С кастрюлями кафе могли продавать на 200 тыс. $ в год, однако они ни за что не смогли бы делать 900 тыс. $ в год без фритюрницы Уина».
Некоторые концессионеры приобрели Collectramatic, которая пользовалась поддержкой Сандерса с 1970 года. Тем не менее, Джон Браун к тому моменту уже подписал договор об эксклюзивной поставке оборудования L S Hartzog. Он объявил франчайзи, что использование Collectramatic станет рассматриваться как нарушение контракта. Браун придерживался этой позиции до тех пор, пока не узнал, что его отец, Джон Я. Браун-ст. также использовал Collectramatic, будучи одним из концессионеров KFC. Проблему решило приобретение KFC компанией Heublein, которая также купила и Hartzog. С 1972 года Collectramatic стала официальной фритюрницей сети. Уинстон также снабжал KFC духовыми шкафами, однако с 2010 года их поставляет предприятие Henny Penny.

## Критика

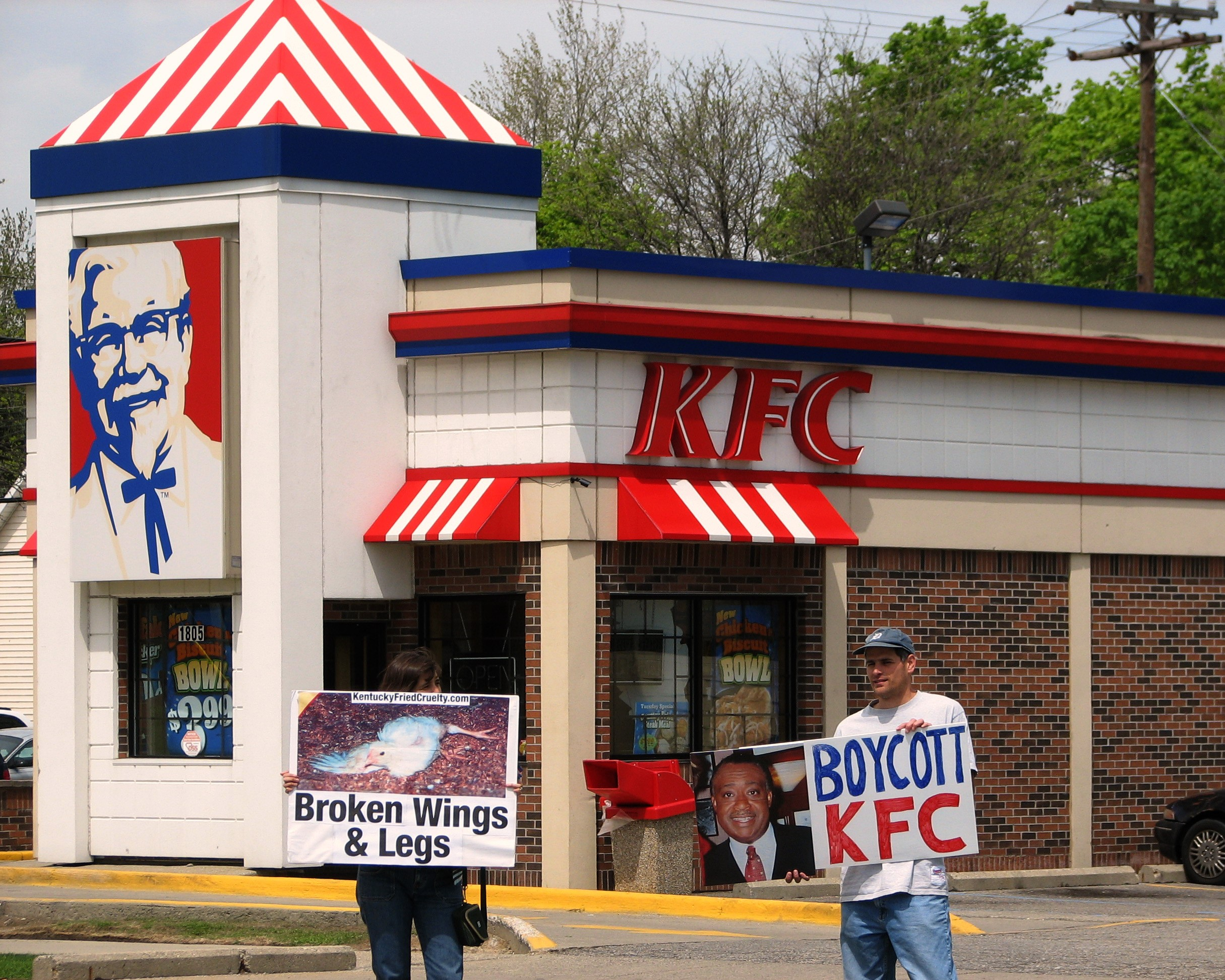
Протестующие у кафе KFC в Мичигане, 2007 год

В XXI веке индустрия быстрого питания подверглась критике за возможную связь с ожирением, препятствование благополучию животных и вред, наносимый окружающей среде. Книга Эрика Склоссера «Нация фастфуда» и фильм Моргана Сперлока «Двойная порция» наглядно отразили эти проблемы.
С 2003 года организация «Люди за этичное обращение с животными» (PETA) устраивала протестные акции против поставщиков птицы, с которыми сотрудничала KFC. Протестная кампания получила название Kentucky Fried Cruelty («Жареная жестокость из Кентукки»). Был создан сайт противников KFC, на котором свой протест в отношении сети ресторанов выразили Памела Андерсон (в форме видеообращения), Дженна Джеймсон, Пинк, Стивен Патрик Моррисси, Пол Маккартни, группы «Smashing Pumpkins», «Good Charlotte» и ряд других знаменитостей. Активисты PETA провели тысячи демонстраций, местом которых иногда становились родные города руководителей компании. Так, один из протестующих облил генерального директора Дэвида Новака искусственной кровью. Президент KFC Грегг Дедрик заявил, что обвинения PETA не имеют оснований, так как компания приобретает мясо цыплёнка, а не производит его. В 2008 году представители Yum! выступили со следующим заявлением: «[Являясь] крупным покупателем пищевых продуктов, [Yum!] имеет возможность и несёт ответственность за то, чтобы влиять на методы содержания и обращения с животными. Мы принимаем эту ответственность весьма серьёзно, и мы контролируем наших поставщиков на постоянной основе».
В 2006 году организация «Гринпис» обвинила европейское подразделение KFC в закупке соевых бобов для кормления птиц у фирмы Cargill, которая, в свою очередь, обвинялась в вырубке дождевых лесов Амазонии. В мае 2012 года организация снова выступила против KFC, на этот раз раскритиковав её за получение древесной массы из индонезийских дождевых лесов. Независимые исследования показали, что некоторые упаковочные материалы компании содержат более 50 % смешанного тропического деревянного волокна, приобретённого у фирмы Asia Pulp & Paper. Представители последней заявили, что подобное волокно может быть получено из переработанной бумаги или из остатков деревьев, возникающих после объективных разрушительных процессов. KFC ответила на обвинения следующим образом: «С глобальной точки зрения 60 % бумажных продуктов, которые получает Yum! (наша материнская компания), происходят из устойчивых источников. Наши поставщики работают над тем, чтобы добиться 100 %».
В декабре 2012 года сеть подверглась критике в КНР, где было обнаружено, что ряд поставщиков KFC использует гормон роста и избыточные дозировки антибиотиков для выращивания птицы — это противоречило законам страны. В феврале 2013 года генеральный директор Yum! Дэвид Новак признал, что скандал стал «более длительным и более серьёзным, чем мы когда-либо могли представить». Проблема стала одной из центральных опасностей для Yum!, получавшей в Китае почти половину всей своей прибыли. В марте того же года представители Yum! объявили, что февральские продажи в КНР возросли, однако финансовые результаты декабря и января приведут к квартальным потерям китайского департамента в размере 20 %.
В апреле 2022 года сеть обвинили во введении в заблуждение. В вышедшем в декабре документальном фильме «Behind the Bucket» курицы на ферме Moy Park, продающей курятину KFC, показаны в сарае, пол покрыт свежей соломой, а насесты служат украшением. Посетив ферму в феврале, следователи под прикрытием, работающие от имени бренда веганских продуктов питания VFC, обнаружили сильную скученность, отсутствие свежей соломы и больных, хромых и мёртвых птиц. На опубликованных VFC кадрах с рассчитанной на 380 тыс. птиц фермы видно, что пол пропитан фекалиями животных, свежей соломы практически нет, на полу лежат мёртвые птицы, также есть больные, раненые или хромые. Также были сняты контейнеры с мёртвыми куриными тушками. Представители компании заявляли о соблюдении стандартов и постоянном наблюдении за состоянием птиц.
В Германии KFC провела в ноябре 2022 года рекламную акцию в день годовщины еврейского погрома, вошедшего в историю как Хрустальная ночь, пишет газета The Algemeiner: «День памяти Хрустальной ночи: побалуйте себя нежнейшим сыром с хрустящей курочкой», — говорилось в рассылке клиентам на мобильные устройства.
В мае 2024 года сообщалось о закрытии торговой точки в Малайзии из-за продолжающегося израильско-палестинского конфликта. Также сообщалось о нападениях на два торговых объекта в Багдаде, Ирак.

## Рекламный имидж

### Полковник Сандерс
Образ Полковника Сандерса был ключевым компонентом рекламной стратегии KFC вплоть до его смерти в 1980 году. Он остаётся важнейшим символом — «международным символом гостеприимства» фирмы и сейчас. Изображения Полковника появлялись в рекламе и после 1980 года. В 1994 году актёр Хендерсон Форсайт исполнил роль Сандерса в телевизионной рекламной кампании под названием The Colonel’s Way («Путь Полковника»). В 1998—2001 годах на телеэкранах появилась анимированная версия Полковника, озвученная Рэнди Куэйдом. В 2012 году реклама KFC в Соединённом королевстве получила название 4000 cooks («4000 поваров»); один из актёров был загримирован под Сандерса.
Повсеместное изображение Сандерса, впрочем, не помешало компании создать талисман для детской аудитории. Chicky («Цыплёночек»), молодой мультипликационный цыплёнок, впервые появился в Таиланде в 1990-х годах. С тех пор талисман стал использоваться в различных странах мира, особенно интенсивно — в Азии и Южной Америке.

### Слоганы
Ранние слоганы компании — North America’s Hospitality Dish («Североамериканское блюдо гостеприимства», с 1956 года) и We fix Sunday dinner seven nights a week («Мы делаем воскресный обед семь дней в неделю», 1957—1967). С 1956 года использовался слоган finger lickin' good («так хорошо, что пальчики оближешь»). Эта фраза стала одним из наиболее узнаваемых коммерческих призывов XX века. В 2006 году права на данную торговую марку в США истекли, и компания перешла к варианту Follow your taste («Следуй своему вкусу»), который использовался до 2010 года. В 2011 году на смену finger lickin' good пришёл слоган So good («Так здорово»), получивший распространение по всему миру. Менеджер Yum! заявил, что новый слоган был более целостным, он отражал как качество работы персонала и сервис, так и качество пищи. В 1998 году в Австралии появился слоган Nobody does chicken like KFC («Никто не готовит курицу так, как KFC»). С тех пор эта фраза стала использоваться в некоторых других странах.

### Логотипы

Фирменное начертание KFC

Первый логотип компании появился в 1952 году. На нём были представлены надпись Kentucky Fried Chicken и изображение Полковника. Дизайнером логотипа выступило агентство корпоративного стиля Lippincott & Margulies. В 1978 KFC вновь привлекла агентство для обновления символа. На новом логотипе присутствовали надпись, набранная тем же шрифтом, и немного изменённый образ Сандерса. Логотип, изображавший аббревиатуру KFC, был создан нью-йоркской фирмой Schechter & Luth. Он был впервые представлен в 1991 году; на нём лицо Полковника было изображено не в коричневых, а в синих тонах. Компания Landor обновила логотип в 1997 году, создав новое изображение Полковника. Теперь оно включало более тонкие линии и выглядело реалистичнее. В 2006 году логотип был интерпретирован фирмой Tesser из Сан-Франциско. Белый костюм Полковника был изменён на фартук, а цвета и общий вид стали более определёнными. По мнению Грегга Дедрика, президента KFC в США, изменение «сообщает потребителям реальность Полковника Сандерса, а также тот факт, что он был шеф-поваром».

### Телевидение

#### США
После того, как Сандерс продал компанию, телевидение стало играть ключевую роль в её рекламных кампаниях. В 1966 году бюджет телевизионных рекламных акций KFC составил 4 млн $. Для осуществления общенациональных рекламных мероприятий была создана фирма Kentucky Fried Chicken Advertising Co-Op. При определении содержания рекламных кампаний и их бюджетов концессионеры имели 10 голосов, центральный офис KFC — 3. В 1969 году KFC впервые обратилась к услугам общенационального рекламного агентства — Leo Burnett. Одним из примечательных актов данного сотрудничества стал джингл Get a bucket of chicken, have a barrel of fun («Купи ведёрко курицы, получи бочку веселья») в исполнении Барри Манилоу.
К 1976 году KFC являлась одним из крупнейших рекламодателей США. С 1976 года по декабрь 2000 года рекламным агентством KFC выступала фирма Young & Rubicam. В 1978—1980 годах компания выступала со слоганом It’s nice to feel so good about a meal («Приятно так хорошо думать об обеде»).

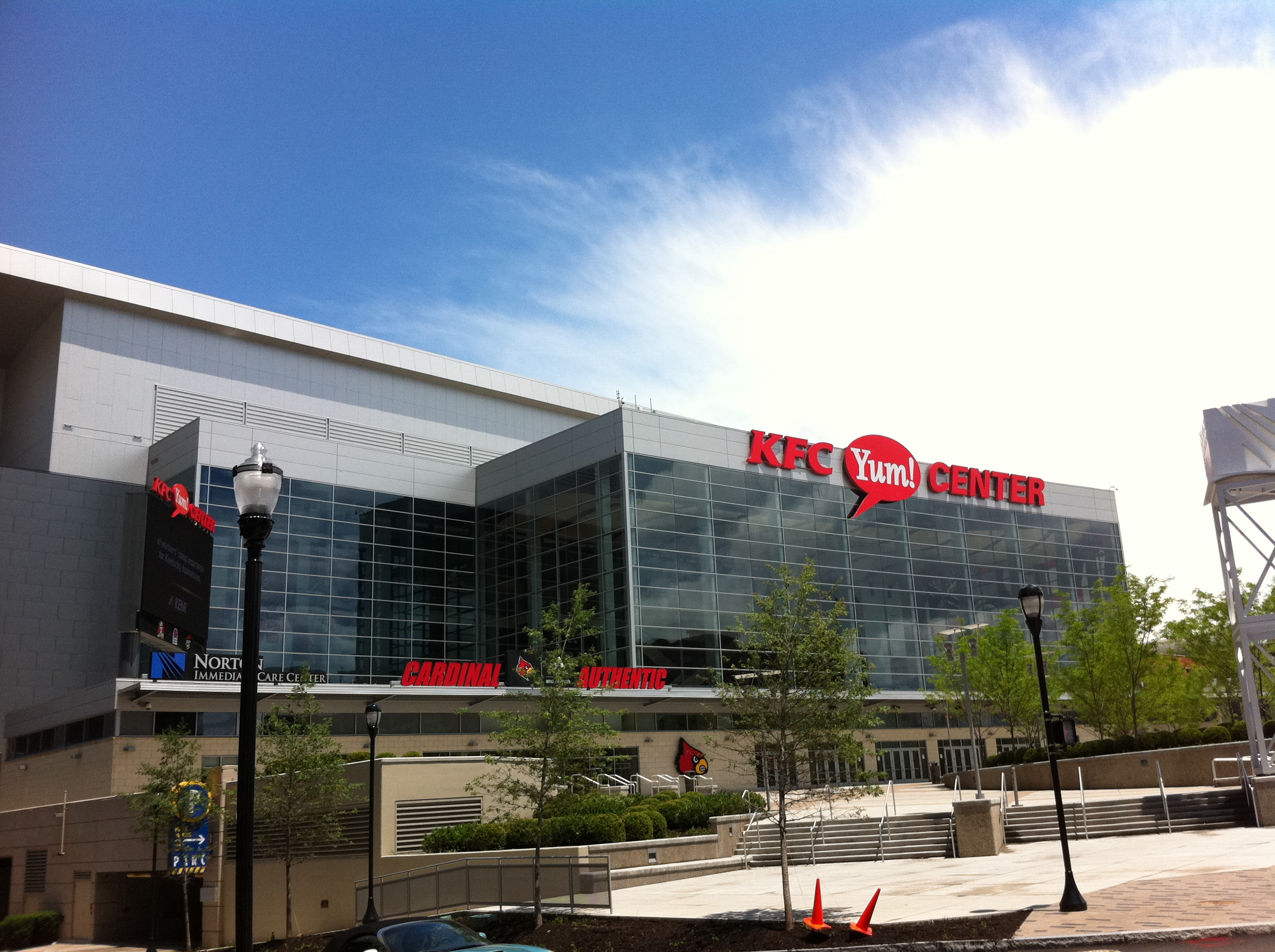
Центр KFC Yum! в Луисвилле, штат Кентукки

Слоган помогал компании преодолеть её главное маркетинговое препятствие — «потребительское чувство вины», сдерживающее покупательскую активность клиентов. Желая привлечь чернокожую аудиторию, компания обратилась к агентству Mingo-Jones. Рекламная компания создала слоган We do chicken right («Мы делаем курицу правильно»), который впоследствии был распространён на всю американскую сеть и использовался в 1981—1990 годах. С декабря 1990 года по март 1991 года компания применяла фирменную фразу Nobody’s cooking like today’s KFC («Никто не готовит так, как сегодняшняя KFC»). В 1991—1994 годах телевизионная реклама KFC разворачивалась вокруг вымышленного города Лейк-Эдна (англ. Lake Edna). Став генеральным директором компании, Дэвид Новак закрыл данную кампанию, назвав её «фальшивой». Слоганом новой кампании стала фраза Everybody needs a little KFC («Всем нужно немного KFC»), которая, по мнению Новака, помогла фирме увеличить продажи.
BBDO стала сотрудничать с американской KFC в декабре 2000 года. Первая рекламная кампания фирмы, участие в которой принял Джейсон Александер, появилась на телевидении в июле 2001 года. Она продолжалась до мая 2003 под девизом There’s fast food. Then there’s KFC. («Есть фастфуд. И есть KFC».). В сентябре 2003 года место BBDO заняла фирма Foote, Cone & Belding. Её первый рекламный ролик вышел на экраны в ноябре, однако менее чем через месяц её вещание завершилось: против ролика, рекламировавшего полезные для здоровья аспекты блюд KFC, выступили Национальный рекламный отдел и Центр науки в интересах общества.

#### Международная реклама
В 1994 году фирма Ogilvy & Mather стала международным рекламным агентством KFC. В 1997—1999 годах агентство привлекало к рекламе таких деятелей, как Ивану Трамп, Тару Палмер-Томкинсон и Ульрику Йонссон — все они стали эндорсерами KFC в Соединённом королевстве. Затем Ogilvy & Mather стало лишь адаптировать рекламную продукцию Young & Rubicam для зрителей королевства. В 2002 году новым рекламным партнёром KFC в королевстве стала фирма Bartle Bogle Hegarty. В 2003 году была запущена кампания Soul Food («Здоровая пища» или «Пища души»), целью которой было привлечение молодых горожан с помощью негритянской музыки 1960-х и 1970-х годов. К 2005 году кампания продемонстрировала свою неэффективность, и маркетинговый директор KFC в Соединённом королевстве ушёл в отставку. Впоследствии маркетинг компании стал в большей степени ориентирован на семейные концепции.

### Спонсорские соглашения
В 1994 году KFC заключила свой первый контракт на распространение продукции, рекламирующей Looney Tunes. При покупке обеда Mega Meal за 14,99 $ посетители могли приобрести кружку с «объёмными» иллюстрациями героев мультфильма за дополнительные 1,99 $. Американские кафе KFC участвовали в продвижении товаров фирмы Matchbox. С ноября 1998 года по январь 2000 года KFC сотрудничала с Nintendo, Game Freak и 4Kids Entertainment в области продвижения вселенной «Покемон». В рамках этой кампании KFC устраивала тематические дни, продавала мягкие игрушки Beanie Babies и дополняла детские обеды бесплатными игрушками. В 1999 году PepsiCo подписала с Lucasfilm контракт на сумму 2 млрд $, подразумевавший создание обедов на тему «Звёздных войн» в KFC и Pizza Hut. С 2010 года компания спонсирует центр KFC Yum! в Луисвилле. С 2003 австралийский отдел KFC рекламирует турнир Big Bash League по крикету, проходящий в формате Twenty20.
В 2013 году база данных BrandZ фирмы WPP plc оценила бренд KFC в 10 млрд $.

### Игровая консоль
В июле 2020 года была анонсирована игровая консоль KFConsole, её особенностью является камера для подогревания курицы. Дата релиза и цена неизвестны.

## Комментарии
1. ↑  англ. «stand on everybody's shelf»
2. ↑  англ. «jokingly at first and then in earnest»
3. ↑  англ. «wasn't a very good businessman»
4. ↑  англ. «This ain't no goddam Tennessee Fried Chicken, no matter what some slick, silk-suited sonofabitch says».
5. ↑  Пословица.
6. ↑  англ. «I don't like some of the things John Y. done to me. Let the record speak for itself. He over-persuaded me to get out».
7. ↑  англ. «throwing some mud against the map on the wall, and hoping some of it would stick»
8. ↑  англ. «My God, that gravy is horrible. They buy tap water for 15 to 20 cents a thousand gallons and then they mix it with flour and starch and end up with pure wallpaper paste ... And another thing. That new crispy recipe is nothing in the world but a damn fried doughball stuck on some chicken».
9. ↑  англ. «nuisance suit»
10. ↑  англ. «doesn't know what it's doing»
11. ↑  англ. «downright embarrassing»
12. ↑  англ. «smartly revived»
13. ↑  англ. «In recent months, Pepsi has acquired another restaurant chain. Their interests are now in conflict with Wendy's and we will not support a company that is trying to make our customers its customers».
14. ↑  англ. «large factor»
15. ↑  англ. «crafty and well-timed repositioning»
16. ↑  англ. «the chain's jettisoning of a venerable name—and distancing from the word fried—was ill-conceived and damaging. It made a clear brand fuzzy».
17. ↑  англ. «We're looking at almost unlimited opportunity for growth in Asia».
18. ↑  Следует отметить разницу между английскими словами «fry» и «roast». Первое в данной статье и в большинстве других случаев обозначает обжаривание продукта в масле. Второе обозначает обжаривание продукта в печи, то есть в условиях поступления «сухого тепла».
19. ↑  англ. «tired and poorly positioned»
20. ↑  англ. «an also-ran to McDonald's Corp.»
21. ↑  англ. «aged and uninviting»
22. ↑  англ. «hasn't introduced an exciting new food item in ages»
23. ↑  англ. «more difficult venue for its maiden entrée into the country»
24. ↑  англ. «The vegetarian offerings have made the brand more relevant to a larger section of consumers and that is necessary for KFC's growth».
25. ↑  англ. «There's no way it could have grown like it did without the Collectramatic. Stores were doing about $200,000 a year in sales on average with the pots but they could never have done the $900,000 a year it became without Win's fryer».
26. ↑  Новое название компании, использующееся с 2002 года.
27. ↑  англ. «[As] a major purchaser of food products, [Yum!] has the opportunity and responsibility to influence the way animals supplied to us are treated. We take that responsibility very seriously, and we are monitoring our suppliers on an ongoing basis».
28. ↑  англ. «From a global perspective, 60 percent of the paper products that Yum! (our parent company) sources are from sustainable sources. Our suppliers are working towards making it 100 percent».
29. ↑  англ. «longer lasting and more impactful than we ever imagined»
30. ↑  англ. «international symbol of hospitality»
31. ↑  англ. «communicates to customers the realness of Colonel Sanders and the fact that he was a chef»
32. ↑  англ. «hokey»